# Список нагород та номінацій Шер
Шер — американська співачка, актриса, продюсер, автор та філантроп. Вона була удостоєна численних всесвітніх нагород та відзнак, які їй присуджували за успіхи в музиці, на телебаченні, в моді та кіно, як сольній виконавиці, так і в складі дуету «Sonny & Cher». Шер також вшановували за її гуманітарну та благодійну діяльність. Вона здобула премію «Оскар», премію «Греммі», премію «Еммі», три премії «Золотий глобус» та нагороду за найкращу жіночу роль на Каннському кінофестивалі, що зробило її однією з небагатьох артисток, які здобули ці найвищі нагороди. Шер також є єдиною артисткою на сьогоднішній день, яка посідала перше місце у чарті Billboard протягом кожного з шести останніх десятиліть. У статті журналу «Rolling Stone» 2002 року її статки оцінювалися більш ніж у 600 мільйонів доларів. Відтоді вона провела кілька надзвичайно успішних концертних турів та випустила кілька альбомів, які провели кілька тижнів у чарті альбомів «Billboard». Шер бракує премії «Тоні» для отримання статусу EGOT («Еммі», «Греммі», «Оскар» і «Тоні»), який вважається «Великим шоломом» американського шоу-бізнесу.
До статті увійшла повна історія вручення нагород та номіцій Шер.

## Academy Awards
«Academy Awards» («Премія Академії«»), або «Оскар», є щорічною американською церемонією нагородження кінематографічних досягнень у кіноіндустрії, яку організовує  Академія кінематографічних мистецтв та наук (AMPAS). Шер здобула одну нагороду з двох номінацій.
| Рік  | Номіновано   | Нагорода                       | Результат | Ref.  |
| ---- | ------------ | ------------------------------ | --------- | ----- |
| 1984 | Сілквуд      | Найкраща акторка другого плану | Номінація | [ 6 ] |
| 1988 | Влада місяця | Найкраща акторка               | Перемога  | [ 7 ] |

- Шер була виконавицею двох пісень, які номінувалися на категорію «Найкраща оригінальна пісня» («Alfie» у 1967 році та «After All» у 1989 році), але ці номінації приписуються авторам пісень, а не виконавцю.

## Advertising Age Magazine Awards
Advertising Age —глобальний медіа-бренд, який публікує новини, аналітику й різні матеріали про маркетинг та медіа. Його однойменний журнал був заснований як широкоформатна газета в Чикаго 1930 року. Шер отримала бажану для неї нагороду цього бренду «Cover Derby» за те, що вона з'явилася на обкладинках понад 25 журналів протягом року.
| Рік  | Номіновано | Нагорода          | Результат | Ref.  |
| ---- | ---------- | ----------------- | --------- | ----- |
| 1988 | Шер        | Cover Derby Award | Перемога  | [ 8 ] |

## AGVA Entertainer of the Year Awards
Американська гільдія артистів естради (AGVA) присуджує нагороду «Найкращий артист року» або «Премію Джорджа» (на честь Джорджа М. Коена) найкращим артистам естради та конферансьє року. У складі дуету «Sonny & Cher» співачка отримала три нагороди.
| Рік  | Номіновано   | Нагорода                | Результат | Ref.   |
| ---- | ------------ | ----------------------- | --------- | ------ |
| 1972 | Sonny & Cher | Музичний гурт року      | Перемога  | [ 9 ]  |
| 1973 | Sonny & Cher | Вокальне виконання року | Перемога  | [ 10 ] |
| 1974 | Sonny & Cher | Вокальне виконання року | Перемога  | [ 10 ] |

## Альянс жінок-кіножурналістів – EDA Female Focus Award
«Альянс жінок-кіножурналістів» (AWFJ) — нью-йоркська некомерційна організація, заснована 2006 року, яка займається підтримкою діяльності жінок у кіноіндустрії. Починаючи з 2007 року, альянс щорічно вручає нагороди за результатами голосуванням її членів. Шер була номінована один раз.
| Рік  | Номіновано | Нагорода                   | Результат | Ref.   |
| ---- | ---------- | -------------------------- | --------- | ------ |
| 2010 | Шер        | Нагорода за наполегливість | Номінація | [ 11 ] |

## Amadeus Austrian Music Awards
«Австрійська музична премія „Амадеус“», заснована 2000 року, вручається щорічно за досягнення в австрійській музичній індустрії. Шер була номінована один раз.
| Рік  | Номіновано | Нагорода                     | Результат | Ref.   |
| ---- | ---------- | ---------------------------- | --------- | ------ |
| 2000 | Шер        | Найкращий міжнародний артист | Номінація | [ 12 ] |

## American Comedy Awards
Премія «Американської комедії» — група нагород, які щорічно вручаються в США за виконання у сфері комедії, з наголосом на телевізійних комедіях і комедійних фільмах. Шер була номінована один раз.
| Рік  | Номіновано   | Нагорода                                  | Результат | Ref.   |
| ---- | ------------ | ----------------------------------------- | --------- | ------ |
| 1988 | Влада місяця | Найсмішніша акторка в кіно — головна роль | Номінація | [ 13 ] |

## American Music Awards
Створена Діком Кларком у 1973 році, American Music Award є головним щорічним заходом вручення музичних нагород. Шер була номінована тричі.
| Рік  | Номіновано | Нагорода                          | Результат | Ref. |
| ---- | ---------- | --------------------------------- | --------- | ---- |
| 2000 | Шер        | Найкращий віковий сучасний артист | Номінація |      |
| 2003 | Шер        | Найкращий віковий сучасний артист | Номінація |      |
| 2003 | Шер        | Міжнародний артист року           | Номінація |      |

## amfAR Awards
Нагороди amfAR присуджує Американський фонд дослідження СНІДу особам, які допомагають у боротьбі зі СНІДом шляхом активної діяльності та благодійності. Шер було вшановано один раз.
| Рік  | Номіновано | Нагорода            | Результат | Ref.   |
| ---- | ---------- | ------------------- | --------- | ------ |
| 2015 | Шер        | Премія за натхнення | Перемога  | [ 15 ] |

## Anděl Awards
Anděl Award — чеська музична нагорода, яку присуджує Чеська академія популярної музики. Шер виграла один раз.
| Рік  | Номіновано | Нагорода                   | Результат | Ref.   |
| ---- | ---------- | -------------------------- | --------- | ------ |
| 1999 | Шер        | Найкраща іноземна співачка | Перемога  | [ 16 ] |

## Armenia Music Awards
Вірменська музична премія, яка до 2011 року називалася Tashir Armenia Music Awards, з 2006 року вручається найкращим представникам вірменської музики та культури. Шер здобула почесну Премію «Легенда» на церемонії 2008-го й повторно була номінована у 2014 році.
| Рік  | Номіновано | Нагорода         | Результат | Ref.   |
| ---- | ---------- | ---------------- | --------- | ------ |
| 2008 | Шер        | Премія «Легенда» | Перемога  | [ 18 ] |
| 2014 | Шер        | Премія «Легенда» | Номінація | [ 19 ] |

## ARTISTdirect Online Music Awards
Премію ARTISTdirect Online Music засновано для визнання виконавців, гуртів та веб-сайтів. Лауреати обираються на основі онлайн-голосування. Шер була номінована один раз.
| Рік  | Номіновано | Нагорода          | Результат | Ref.   |
| ---- | ---------- | ----------------- | --------- | ------ |
| 1999 | Шер        | Найкраща артистка | Номінація | [ 20 ] |

## Attitude Awards
Премією Attitude нагороджує однойменний британський журнал для геїв. Нею вшановуються люди, які є натхненням і прихільниками ЛГБТ-спільноти. Шер була нагороджена один раз.
| Рік  | Номіновано | Нагорода         | Результат | Ref.   |
| ---- | ---------- | ---------------- | --------- | ------ |
| 2013 | Шер        | Премія «Легенда» | Перемога  | [ 21 ] |

## Australian LGBTI Awards
Australian LGBTI Awards призначена для нагородження окремих осіб та організацій, які продемонстрували видатну прихильність до спільноти ЛГБТ-спільноти. Шер була номінована один раз.
| Рік  | Номіновано | Нагорода         | Результат | Ref.   |
| ---- | ---------- | ---------------- | --------- | ------ |
| 2018 | Шер        | Міжнародна ікона | Номінація | [ 22 ] |

## BAFTA Awards
Кінопремія BAFTA вручається Британською академією кіно та телебачення. Вона є британським еквівалентом нагород «Оскар». Шер була номінована двічі.
| Рік  | Номіновано   | Нагорода                           | Результат | Ref.   |
| ---- | ------------ | ---------------------------------- | --------- | ------ |
| 1985 | Сілквуд      | Найкраща жіноча роль другого плану | Номінація | [ 23 ] |
| 1989 | Влада місяця | Найкраща головна жіноча роль       | Номінація | [ 23 ] |

## Bambi Awards
Bambi Awards, німецька міжнародна медіа-премія в галузі ЗМІ і телебачення. За статутом премію щорічно присуджують «Людям з креативністю і новими ідеями, які особливо надихнули і зворушили німецьку публіку». Шер нагородили один раз.
| Рік  | Номіновано | Нагорода               | Результат | Ref.   |
| ---- | ---------- | ---------------------- | --------- | ------ |
| 2001 | Шер        | Міжнародний поп-артист | Перемога  | [ 25 ] |

## Best of Las Vegas Awards
Щорічну премія журналу «Las Vegas Review», Las Vegas Awards, присуджують найкращим хедлайнерам і шоу в Лас-Вегасі. Шер перемогла двічі з чотирьох номінацій.
| Рік  | Номіновано | Нагорода                                   | Результат | Ref.   |
| ---- | ---------- | ------------------------------------------ | --------- | ------ |
| 2010 | Шер        | Найкращий універсальний виконавець         | Перемога  | [ 26 ] |
| 2011 | Шер        | Найкращий співак                           | Перемога  | [ 27 ] |
| 2017 | Шер        | Найкращий постійний виконавець / хедлайнер | Номінація | [ 27 ] |
| 2018 | Шер        | Найкращий постійний виконавець             | Номінація | [ 27 ] |

## Billboard Awards

### Billboard Music Awards
Billboard Music Awards — премія від «Billboard», провідного видання у сфері висвітлення музичного бізнесу. Церемонія вручення музичних нагород «Billboard» проводилася щорічно з грудня 1989 року до 2007 року, у травні 2011 року цей захід відновили. Шер отримала дві конкурсні нагороди з чотирьох номінацій, а також дві почесні нагороди Billboard Awards.
| Рік  | Номіновано | Нагорода                         | Результат | Ref.   |
| ---- | ---------- | -------------------------------- | --------- | ------ |
| 1999 | Believe    | Hot-100 сингл року               | Перемога  | [ 29 ] |
| 1999 | Шер        | Топ-артистка                     | Номінація | [ 30 ] |
| 1999 | Шер        | Hot-100 артистка року            | Номінація | [ 30 ] |
| 2002 | Шер        | Премія за артистичні досягнення  | Перемога  | [ 31 ] |
| 2002 | Шер        | Танцювальний/клубний артист року | Перемога  | [ 31 ] |
| 2017 | Шер        | Премія «Ікона»                   | Перемога  | [ 32 ] |

### Billboard Music Video Awards
Премію Billboard Music Video Awards присуджує видання «Billboard» найкращим музичним відео року. Шер була номінована один раз.
| Рік  | Номіновано | Нагорода                    | Результат | Ref.   |
| ---- | ---------- | --------------------------- | --------- | ------ |
| 1999 | Believe    | Найкращий танцювальний кліп | Номінація | [ 33 ] |

### Billboard Magazine
| Рік  | Номіновано   | Нагорода          | Результат | Ref.   |
| ---- | ------------ | ----------------- | --------- | ------ |
| 1965 | Sonny & Cher | Спеціальна премія | Перемога  | [ 34 ] |

### Billboard Year-End Chart Awards
Премія Billboard Year-End Chart Awards вручається щорічно, нею відзначаються артисти у різноманітних категоріях, про що «Billboard» оголошує як у друкованому вигляді, так і в рамках церемонії наприкінці року. Як сольна виконавиця, та як учасниця дуету «Sonny & Cher», співачка з'явилася загалом сімдесят чотири рази в списках Billboard Year-End Charts Award (при цьому у таблиці вибірково вказано лише 20 найкращих записів).
| Рік  | Номіновано                                        | Нагорода                                                            | Результат   | Ref.   |
| ---- | ------------------------------------------------- | ------------------------------------------------------------------- | ----------- | ------ |
| 1965 | Шер                                               | Виконавці топ-синглів – #4                                          | Номінація   | [ 35 ] |
| 1965 | I Got You Babe                                    | Топ поп-синглів – #16                                               | Номінація   | [ 35 ] |
| 1966 | Sonny & Cher                                      | Топ-10 міжнародних виконавців за країнами – #7 (Бельгія)            | Номінація   | [ 36 ] |
| 1967 | Sonny & Cher                                      | Топ-10 міжнародних виконавців за країнами – #1 (Фінляндія)          | Перемога    | [ 37 ] |
| 1967 | Sonny & Cher                                      | Топ-10 міжнародних виконавців за країнами – #4 (Сингапур)           | Номінація   | [ 37 ] |
| 1968 | Sonny & Cher                                      | Топ-10 міжнародних виконавців за країнами – #9 (Філіппіни)          | Номінація   | [ 38 ] |
| 1971 | Шер                                               | Виконавиці топ-синглів – #10                                        | Номінація   | [ 39 ] |
| 1972 | Шер                                               | Виконавці топ-синглів – #16                                         | Номінація   | [ 40 ] |
| 1972 | Шер                                               | Виконавці топ-альбомів – #5                                         | Номінація   | [ 40 ] |
| 1972 | Шер                                               | Виконавиці топ-синглів – #2                                         | Друге місце | [ 40 ] |
| 1972 | Шер                                               | Виконавиці топ-альбомів – #3                                        | Номінація   | [ 40 ] |
| 1972 | Шер                                               | Топ виконавців синглів легкої музики – #2                           | Друге місце | [ 40 ] |
| 1972 | Sonny & Cher                                      | Топ виконавців альбомів – #17                                       | Номінація   | [ 40 ] |
| 1972 | Sonny & Cher                                      | Топ виконавців синглів легкої музики – #5                           | Номінація   | [ 40 ] |
| 1972 | Sonny & Cher                                      | Топ синглів дуетів і гуртів – #11                                   | Номінація   | [ 40 ] |
| 1972 | Sonny & Cher                                      | Топ альбомів дуетів і гуртів – #8                                   | Номінація   | [ 40 ] |
| 1972 | All I Ever Need Is You                            | Топ синглів легкої музики – #7                                      | Номінація   | [ 40 ] |
| 1973 | Half-Breed                                        | Топ поп-синглів – #20                                               | Номінація   | [ 41 ] |
| 1973 | Шер                                               | Топ виконавиць синглів – #10                                        | Номінація   | [ 41 ] |
| 1974 | Шер                                               | Топ виконавців поп-синглів – #20                                    | Номінація   | [ 42 ] |
| 1974 | Шер                                               | Топ виконавиць поп-синглів – #4                                     | Номінація   | [ 42 ] |
| 1974 | Шер                                               | Топ виконавиць поп-альбомів – #14                                   | Номінація   | [ 42 ] |
| 1974 | Шер                                               | Топ виконавиць синглів легкої музики – #8                           | Номінація   | [ 42 ] |
| 1979 | Шер                                               | Топ виконавиць синглів – #8                                         | Номінація   | [ 43 ] |
| 1979 | Шер                                               | Загальний топ виконавиць – #18                                      | Номінація   | [ 43 ] |
| 1988 | Шер                                               | Топ виконавців поп-синглів – жінки – #9                             | Номінація   | [ 44 ] |
| 1988 | Шер                                               | Топ виконавців поп-альбомів – жінки – #12                           | Номінація   | [ 44 ] |
| 1989 | Шер                                               | Топ виконавців поп-синглів – #20                                    | Номінація   | [ 45 ] |
| 1989 | Шер                                               | Топ виконавців поп-синглів – жінки – #8                             | Номінація   | [ 45 ] |
| 1989 | Шер                                               | Топ виконавців поп-альбомів – жінки – #13                           | Номінація   | [ 45 ] |
| 1989 | Шер і Пітер Сетера                                | Топ сучасних вікових виконавців – #17                               | Номінація   | [ 45 ] |
| 1989 | After All                                         | Топ сучасних вікових синглів – #5                                   | Номінація   | [ 45 ] |
| 1990 | Шер                                               | Топ виконавців поп-сиглів – жінки – #12                             | Номінація   | [ 46 ] |
| 1990 | Шер                                               | Топ виконавців поп-альбомів – жінки – #11                           | Номінація   | [ 46 ] |
| 1991 | Шер                                               | Топ виконавців поп-синглів – жінки – #17                            | Номінація   | [ 47 ] |
| 1991 | Шер                                               | Топ сучасних вікових виконавців – #13                               | Номінація   | [ 47 ] |
| 1999 | Шер                                               | Топ поп-артистів – #7                                               | Номінація   | [ 48 ] |
| 1999 | Шер                                               | Топ-хот 100 виконавців синглів – #8                                 | Номінація   | [ 48 ] |
| 1999 | Шер                                               | Топ виконавців Billboard 200-альбомів –жінки – #8                   | Номінація   | [ 48 ] |
| 1999 | Шер                                               | Топ-хот сучасних вікових виконавців – #10                           | Номінація   | [ 48 ] |
| 1999 | Шер                                               | Топ-поп виконавців – жінки – #3                                     | Номінація   | [ 48 ] |
| 1999 | Шер                                               | Топ-хот 100 виконавців синглів – жінки – #2                         | Друге місце | [ 48 ] |
| 1999 | Шер                                               | Топ-хот виконавців танцювально-клубного виконання – #1              | Перемога    | [ 48 ] |
| 1999 | Шер                                               | Топ-хот виконавців найпродаваніших танцювальних максі-синглів – #1  | Перемога    | [ 48 ] |
| 1999 | Believe                                           | Топ Billboard 200-альбомів – #17                                    | Номінація   | [ 48 ] |
| 1999 | Believe                                           | Топ-хот 100 синглів – #1                                            | Перемога    | [ 48 ] |
| 1999 | Believe                                           | Топ-хот 100 найпродаваніших синглів – #1                            | Перемога    | [ 48 ] |
| 1999 | Believe                                           | Топ-хот синглів танцювально-клубного виконання – #1                 | Перемога    | [ 48 ] |
| 1999 | Believe                                           | Топ-хот найродаваніших танцювальних максі-синглів – #1              | Перемога    | [ 48 ] |
| 1999 | Believe                                           | Топ-100 хот-синглів ефіру – #12                                     | Номінація   | [ 48 ] |
| 1999 | Believe                                           | Топ-хот сучасних вікових треків – #9                                | Номінація   | [ 48 ] |
| 1999 | Believe                                           | Топ-40 хот-треків – #10                                             | Номінація   | [ 48 ] |
| 1999 | Believe                                           | Топ-хот вікових топ-40 треків – #18                                 | Номінація   | [ 48 ] |
| 1999 | Strong Enough                                     | Топ-хот найпродаваніших танцювальних максі-синглів – #14            | Номінація   | [ 48 ] |
| 1999 | All or Nothing                                    | Топ-хот синглів танцювально-клубного виконання – #4                 | Номінація   | [ 48 ] |
| 1999 | Do You Believe? Tour                              | Топ-турів – #6                                                      | Номінація   | [ 48 ] |
| 2000 | Шер                                               | Топ-хот виконавців найпродаваніших танцювальних максі-синглів – #10 | Номінація   |        |
| 2002 | Шер                                               | Топ-хот виконавців танцювально-клубного виконання – #1              | Перемога    |        |
| 2002 | Шер                                               | Топ-хот виконавців найпродаваніших танцювальних максі-синглів – #2  | Друге місце |        |
| 2002 | Living Proof: The Farewell Tour                   | Топ-25 турів – #2                                                   | Друге місце |        |
| 2002 | Song for the Lonely                               | Топ-хот найпродаваніших танцювальних максі-синглів – #3             | Номінація   |        |
| 2002 | A Different Kind of Love Song                     | Топ-хот виконавців танцювальних максі-синглів – #7                  | Номінація   |        |
| 2002 | A Different Kind of Love Song                     | Топ-хот найпродаваніших танцювальних максі-синглів – #13            | Номінація   |        |
| 2003 | Шер                                               | Топ виконавців Billboard 200-альбомів – жінки – #8                  | Номінація   | [ 49 ] |
| 2003 | Living Proof: The Farewell Tour                   | Топ-25 турів – #3                                                   | Номінація   | [ 49 ] |
| 2003 | The Very Best of Cher                             | Топ інтернет-альбомів – #8                                          | Номінація   | [ 49 ] |
| 2003 | When the Money's Gone                             | Топ-хот найпродаваніших танцювальних синглів – #19                  | Номінація   | [ 49 ] |
| 2005 | Living Proof: The Farewell Tour                   | Топ-25 турів – #14                                                  | Номінація   | [ 50 ] |
| 2011 | Бурлеск                                           | Топ альбомів-саундтреків – #3                                       | Номінація   | [ 51 ] |
| 2013 | Closer to the Truth                               | Топ інтернет-альбомів – #4                                          | Номінація   | [ 52 ] |
| 2014 | Closer to the Truth                               | Топ інтернет-альбомів – #13                                         | Номінація   | [ 53 ] |
| 2014 | Шер                                               | Топ-хот танцювально-клубних виконавців – #5                         | Номінація   | [ 54 ] |
| 2014 | Dressed to Kill Tour                              | Топ-25 турів – #18                                                  | Номінація   | [ 55 ] |
| 2014 | I Walk Alone                                      | Топ танцювально-клубних пісень – #13                                | Номінація   | [ 56 ] |
| 2018 | Dancing Queen                                     | Топ інтернет-альбомів – #10                                         | Номінація   | [ 57 ] |
| 2018 | Mamma Mia! Here We Go Again: The Movie Soundtrack | Топ альбомів-саундтреків – #7                                       | Номінація   | [ 58 ] |
| 2019 | Here We Go Again Tour                             | Топ-тури – #11                                                      | Номінація   | [ 59 ] |
| 2020 | Here We Go Again Tour                             | Топ-тури – #12                                                      | Номінація   | [ 60 ] |

## Blockbuster Entertainment Awards
Премію Blockbuster Entertainment Awards організовано 1995 року корпорацією Blockbuster Inc. Шер виграла одного разу.
| Рік  | Номіновано | Нагорода                  | Результат | Ref.   |
| ---- | ---------- | ------------------------- | --------- | ------ |
| 2000 | Шер        | Улюблена виконавиця (поп) | Перемога  | [ 61 ] |

## Bravo Otto
Німецькою нагородою «Bravo Otto» вшановуються здобутки артистів у кіно, телебаченні та музиці. Заснована 1957 року, нагорода вручається щороку, а переможці обираються читачами журналу «Bravo». Лауреати нагороджуються золотою, срібною, бронзовою, а з 1996 року - почесною платиновою статуеткою, за життєві досягнення. Шер виграла двічі з дванадцяти номінацій.
| Рік  | Номіновано      | Нагорода                                  | Результат | Ref.   |
| ---- | --------------- | ----------------------------------------- | --------- | ------ |
| 1966 | Sonny & Cher    | Найкращий гурт                            | Номінація | [ 62 ] |
| 1967 | Sonny & Cher    | Найкращий гурт                            | Номінація | [ 63 ] |
| 1972 | Шер             | Найкраща співачка (поп)                   | Номінація | [ 64 ] |
| 1988 | Шер             | Найкраща акторка                          | Номінація | [ 65 ] |
| 1991 | Шер             | Найкраща співачка (поп) – срібна нагорода | Перемога  | [ 66 ] |
| 1991 | Шер             | Найгарніша співачка                       | Номінація | [ 67 ] |
| 1991 | Шер             | Найкраща акторка                          | Номінація | [ 68 ] |
| 1991 | Love Hurts      | Найкраще LP                               | Перемога  | [ 68 ] |
| 1991 | Love Hurts Tour | Найкраще шоу                              | Номінація | [ 68 ] |
| 1992 | Шер             | Найкраща співачка (поп)                   | Номінація | [ 69 ] |
| 1992 | Love Hurts      | Найкраще LP                               | Номінація | [ 69 ] |
| 1992 | Love Hurts Tour | Найкраще шоу                              | Номінація | [ 69 ] |

## British LGBT Awards
British LGBT Awards, британська премія, що вручається окремим персонам та організаціям за видатні досягнення перед ЛГБТ-спільнотою. Шер один раз номінувалася.
| Рік  | Номіновано | Нагорода        | Результат | Ref.   |
| ---- | ---------- | --------------- | --------- | ------ |
| 2016 | Шер        | Глобальна ікона | Номінація | [ 71 ] |

## Broadway Showbiz Awards
Broadway Showbiz Awards, незалежна премія, яку присуджують бродвейським фільмам, анімаційним постановкам і виконавцям. Шер була нагороджена один раз.
| Рік  | Номіновано | Нагорода                                 | Результат | Ref.   |
| ---- | ---------- | ---------------------------------------- | --------- | ------ |
| 2019 | Шер        | Премія «Ікона Бродвейського шоу-бізнесу» | Перемога  | [ 72 ] |

## Broadway World Las Vegas Awards
Broadway World Las Vegas Awards, щорічна премія, якою вшановуються найкращі виконавці і шоу Лас-Вегаса. Шер виграла один раз.
| Рік  | Номіновано | Нагорода              | Результат | Ref.   |
| ---- | ---------- | --------------------- | --------- | ------ |
| 2011 | Шер        | Найкраще постійне шоу | Перемога  | [ 73 ] |

## CableACE Awards
Премія CableACE Awards була заснована в 1979 році Національною асоціацією кабельного телебачення на знак визнання досягнень у кабельному програмуванні та як аналог премії Primetime Emmy Awards для кабельного телебачення. Шер виграла одного разу.
| Рік  | Номіновано                     | Нагорода                         | Результат | Ref.   |
| ---- | ------------------------------ | -------------------------------- | --------- | ------ |
| 1983 | Cher: A Celebration at Caesars | Найкраща акторка вар'єте-програм | Перемога  | [ 74 ] |

## California Music Awards
Раніше знана як Bammy Awards, премія заснована 1978 року редактором журналу «BAM» (Bay Area Music) Деннісом Ероканом на честь музикантів Сан-Франциско. 1998 року категорію нагородження було розширено та трансформовано, премія отримала назву California Music Awards. Нею вшановуються каліфорнійські артисти за значний внесок в музику. Шер була номінована один раз.
| Рік  | Номіновано | Нагорода           | Результат | Ref.   |
| ---- | ---------- | ------------------ | --------- | ------ |
| 2000 | Шер        | Видатна вокалістка | Номінація | [ 77 ] |

## Cannes Film Festival
Каннський кінофестиваль — свято кінематографічного мистецтва, яке проводиться щорічно з 1939 року. Шер виграла одного разу нагороду цього заходу.
| Рік  | Номіновано | Нагорода         | Результат | Ref.   |
| ---- | ---------- | ---------------- | --------- | ------ |
| 1985 | Маска      | Найкраща акторка | Перемога  | [ 78 ] |

## Cash Box Magazine Awards
«Cash Box» — американський щотижневий журнал, що виходив з липня 1942-го по 16 листопада 1996 року, був одним із декількох виданнь, що публікували чарти популярності пісень у США. Це був один із трьох основних щотижневих фахових журналів музичної індустрії в США, поряд з «Billboard» та «Record World». Шер, як сольно, так і в дуеті з Сонні Боно, потрарляла до списку журналу двадцять шість разів.
| Рік  | Номіновано                | Нагорода                                          | Результат   | Ref.   |
| ---- | ------------------------- | ------------------------------------------------- | ----------- | ------ |
| 1965 | Шер                       | Нова вокалістка (альбоми) — #2                    | Друге місце | [ 79 ] |
| 1965 | Sonny & Cher              | Найкращий вокальний гурт (альбоми) — #2           | Друге місце | [ 79 ] |
| 1966 | Шер                       | Найкраща вокалістка (сингли) — #5                 | Номінація   | [ 80 ] |
| 1966 | Шер                       | Найкраща вокалістка (альбоми) — #4                | Номінація   | [ 80 ] |
| 1966 | Sonny & Cher              | Найкращий вокальний гурт (сингли) — #40           | Номінація   | [ 80 ] |
| 1966 | Sonny & Cher              | Найкращий вокальний гурт (альбоми) — #11          | Номінація   | [ 80 ] |
| 1967 | Шер                       | Найкраща вокалістка (альбоми) — #6                | Номінація   | [ 81 ] |
| 1967 | Sonny & Cher              | Найкращий вокальний гурт (альбоми) — #19          | Номінація   | [ 81 ] |
| 1968 | Шер                       | Найкраща вокалістка (альбоми) — #12               | Номінація   | [ 82 ] |
| 1971 | Шер                       | Найкраща вокалістка (сингли) — #8                 | Номінація   | [ 83 ] |
| 1971 | Шер                       | Вокалістка (альбоми) — #11                        | Номінація   | [ 83 ] |
| 1971 | Sonny & Cher              | Дует (сингли) — #6                                | Номінація   | [ 83 ] |
| 1972 | Шер                       | Вокалістка (сингли) — #2                          | Друге місце | [ 84 ] |
| 1972 | Шер                       | Вокалістка (альбоми) — #5                         | Номінація   | [ 84 ] |
| 1972 | Sonny & Cher              | Дует (сингли) — #2                                | Друге місце | [ 84 ] |
| 1972 | Sonny & Cher              | Дует (альбоми) — #3                               | Номінація   | [ 84 ] |
| 1973 | Шер                       | Вокалістка (сингли) — #7                          | Номінація   | [ 85 ] |
| 1973 | Шер                       | Вокалістка (альбоми) — #14                        | Номінація   | [ 85 ] |
| 1974 | Шер                       | Вокалістка (сингли) — #2                          | Друге місце | [ 86 ] |
| 1974 | Шер                       | Вокалістка (альбоми) — #10                        | Номінація   | [ 86 ] |
| 1979 | Шер                       | Вокалістка (диско) — #11                          | Номінація   | [ 87 ] |
| 1979 | Шер                       | Топ поп-кросовер (чорношкірі сучасні сингли) — #4 | Номінація   | [ 87 ] |
| 1979 | Take Me Home              | Топ диско-запис — #27                             | Номінація   | [ 87 ] |
| 1989 | Шер                       | Топ A/C виконавиць — #4                           | Номінація   | [ 88 ] |
| 1989 | Heart Of Stone            | Топ-50 поп-альбомів — #42                         | Номінація   | [ 88 ] |
| 1989 | If I Could Turn Back Time | Топ-50 поп-синглів — #24                          | Номінація   | [ 88 ] |

## CFDA Fashion Awards
Премія CFDA Fashion Awards, яку часто називають «Оскаром моди», щорічно вручається Радою дизайнерів моди Америки, нею відзначаються передові досягнення в області дизайну одягу. Шер була нагороджена один раз.
| Рік  | Номіновано | Нагорода               | Результат | Ref.   |
| ---- | ---------- | ---------------------- | --------- | ------ |
| 1999 | Шер        | Премія «Вплив на моду» | Перемога  | [ 89 ] |

## Chita Rivera Awards
Премією Chita Rivera Awards щорічно нагороджуються танцювальні та хореографічні досягнення на Бродвейській сцені, поза нею і в кіно. Шер була відзначена один раз.
| Рік  | Номіновано | Нагорода                  | Результат | Ref.   |
| ---- | ---------- | ------------------------- | --------- | ------ |
| 2019 | Шер        | Відзнака «Посол мистецтв» | Перемога  | [ 90 ] |

## CinEuphoria Awards
CinEuphoria Awards – португальська премія, яку присуджують як національній, так і міжнародній кінематографічній продукції та артистам. Шер була відзначена один раз.
| Рік  | Номіновано | Нагорода                   | Результат | Ref. |
| ---- | ---------- | -------------------------- | --------- | ---- |
| 2020 | Шер        | Почесна відзнака «Кар'єра» | Перемога  |      |

## Creem Magazine Awards
Журнал «Creem», прозваний «єдиним журналом рок-н-ролу в Америці», наприкінці року вручав премію Creem Magazine Awards за результатами опитування своїх читачів у 1970-х і 1980-х роках. Шер була фіналісткою двічі.
| Рік  | Номіновано         | Нагорода            | Результат   | Ref.   |
| ---- | ------------------ | ------------------- | ----------- | ------ |
| 1975 | Шер                | Модна платівка року | Друге місце | [ 91 ] |
| 1977 | Шер і Грегг Оллмен | Пара року           | Номінація   | [ 91 ] |

## Critics' Choice Documentary
Премія «Вибір критиків» за документальний фільм щорічно вручається Асоціацією кінокритиків телемовлення (BFCA) для вшанування найкращих кінематографічних досягнень документального формату. Шер була номінована один раз.
| Рік  | Номіновано             | Нагорода                               | Результат | Ref.   |
| ---- | ---------------------- | -------------------------------------- | --------- | ------ |
| 2017 | Prayers For This World | Найкраща пісня в документальному фільм | Номінація | [ 92 ] |

## Critics' Choice Movie Awards
Премія «Вибір критиків» (раніше знана як Премія Асоціації кінокритиків телерадіомовлення) щорічно вручається Асоціацією кінокритиків телемовлення (BFCA) для вшанування найкращих кінематографічних досягнень. Шер була номінована один раз.
| Рік  | Номіновано                      | Нагорода                   | Результат | Ref.   |
| ---- | ------------------------------- | -------------------------- | --------- | ------ |
| 2011 | You Haven't Seen the Last of Me | Найкраща оригінальна пісня | Номінація | [ 93 ] |

## Dallas Times Herald Awards
Одна з двох найкрупніших щоденних газет Далласу (штат Техас, США), «Dallas Times Herald», з 1888 року, вручає премію Dallas Times Herald Awards. Сонні та Шер здобули спеціальну нагороду за їхні благодійні зусилля.
| Рік  | Номіновано   | Нагорода                         | Результат | Ref.   |
| ---- | ------------ | -------------------------------- | --------- | ------ |
| 1972 | Sonny & Cher | Спеціальна премія «Dallas Times» | Перемога  | [ 94 ] |

## Danish Grammy Awards
Danish Music Awards (до 2001 року називалася Danish Grammy) — премія заснована IFPI 1989 року. Шер перемагала один раз.
| Рік  | Номіновано | Нагорода                  | Результат | Ref.   |
| ---- | ---------- | ------------------------- | --------- | ------ |
| 1999 | Believe    | Найкращий міжнародний хіт | Перемога  | [ 95 ] |

## David di Donatello Awards
«Давид ді Донателло», нагорода, яка щороку вручається Академією італійського кіно за кінематографічні виступи та виробництво. Шер виграла один раз.
| Рік  | Номіновано   | Нагорода                  | Результат | Ref.   |
| ---- | ------------ | ------------------------- | --------- | ------ |
| 1988 | Влада місяця | Найкраща іноземна акторка | Перемога  | [ 96 ] |

## Disc Magazine Awards
Disc Magazine Awards — премія журналу «Disc». Існували премії Silver Disc Awards (за продаж 250 000 платівок) і Gold Disc Awards (за продаж 1 000 000 платівок), які присуджували з 1959 по 1973 роки на основі даних про продажі у Великій Британії, поданих звукозаписними компаніями. Шер виграла двічі.
| Рік  | Номіновано                    | Нагорода              | Результат | Ref.   |
| ---- | ----------------------------- | --------------------- | --------- | ------ |
| 1965 | I Got You Babe (Sonny & Cher) | Премія «Срібний диск» | Перемога  | [ 97 ] |
| 1971 | Gypsys, Tramps & Thieves      | Премія «Срібний диск» | Перемога  | [ 97 ] |

## Discomania Magazine Awards
Discomania Magazine Awards — це премія іспанського музичного журналу «Discomania», який проводив щорічне опитування читачів, нагороджуючи найкращих музикантів. У складі «Sonny & Cher» співачка була номінована один раз.
| Рік  | Номіновано   | Нагорода           | Результат | Ref.   |
| ---- | ------------ | ------------------ | --------- | ------ |
| 1966 | Sonny & Cher | Іноземний поп-гурт | Номінація | [ 98 ] |

## Drama League Awards
Drama League Awards — американська театральна премія, заснована 1922 року, якою нагороджуються визначні постановки та вистави як на Бродвейській сцені, так і поза нею, також вона вручається зразковим кар'єрним досягненням у театрі, музичному театрі та режисурі. Як продюсер «Шоу Шер», співачка була номінована один раз.
| Рік  | Номіновано    | Нагорода                                                       | Результат | Ref.   |
| ---- | ------------- | -------------------------------------------------------------- | --------- | ------ |
| 2019 | The Cher Show | Визначна постановка бродвейського чи позабродвейського мюзиклу | Номінація | [ 99 ] |

## ECHO Awards
Премія ECHO є німецьким еквівалентом премії «Греммі», яку щороку вручає асоціація компаній звукозапису Deutsche Phono-Akademie. Шер отримала дві нагороди з трьох номінацій. 
| Рік  | Номіновано | Нагорода            | Результат | Ref.    |
| ---- | ---------- | ------------------- | --------- | ------- |
| 1992 | Шер        | Міжнародна артистка | Перемога  | [ 101 ] |
| 1993 | Шер        | Міжнародна артистка | Номінація | [ 101 ] |
| 2000 | Шер        | Міжнародна артистка | Перемога  | [ 101 ] |

## Emmy Awards

### Primetime Emmy Awards
Премією «Еммі» нагороджуються досягенення у телевізійній індустрії. Вона є телевізійним еквівалентом премії «Оскар» (для кіно), премії «Тоні» (для театру) та премії «Греммі» (для музики). Шер здобула одну нагороду з семи номінацій. 
| Рік  | Номіновано                   | Нагорода                                                                     | Результат | Ref.    |
| ---- | ---------------------------- | ---------------------------------------------------------------------------- | --------- | ------- |
| 1972 | The Sonny & Cher Comedy Hour | Визначний серіал-вар'єте – мюзикл                                            | Номінація | [ 103 ] |
| 1972 | The Sonny & Cher Comedy Hour | Визначна сольна програма — вар'єте або мюзикл — вар'єте або популярна музика | Номінація | [ 103 ] |
| 1973 | The Sonny & Cher Comedy Hour | Визначний музичний серіал-вар'єте                                            | Номінація | [ 103 ] |
| 1974 | The Sonny & Cher Comedy Hour | Визначний музичний серіал-вар'єте                                            | Номінація | [ 103 ] |
| 1975 | Шер                          | Визначне комедійне вар'єте аба музичний серіал                               | Номінація | [ 103 ] |
| 2000 | Cher – Live in Concert       | Визначний індивідуальний виступ у вар'єте або музичній програмі              | Номінація | [ 103 ] |
| 2003 | Cher: The Farewell Tour      | Визначне вар'єте, музичний або комедійний спецвипуск                         | Перемога  | [ 103 ] |

### News & Documentary Emmy Awards
Премія «Еммі» в галузі новин і документального кіно вручається Національною академією телевізійних мистецтв і наук (NATAS), нею вшановуються передовий досвід в американських національних новинах і документальних програмах. Як виконавчий продюсер Шер була номінована один раз.
| Рік  | Номіновано  | Нагорода                               | Результат | Ref.    |
| ---- | ----------- | -------------------------------------- | --------- | ------- |
| 2018 | Edith+Eddie | Визначна документальна короткометражка | Номінація | [ 104 ] |

## Expodisc Awards
Міжнародна виставка Expodisc записуючого обладнання та програмного забезпечення, разом з Міжнародним фестивалем пісні в Маямі-Біч вручала на міжнародному рівні премію Expodisc Awards заслуженим виконавцям, акторам, співакам, композиторів тощо. Шер була номінована один раз. 
| Рік  | Номіновано | Нагорода          | Результат | Ref.    |
| ---- | ---------- | ----------------- | --------- | ------- |
| 1972 | Шер        | Премія суперзірці | Номінація | [ 106 ] |

## Focus on Video Awards
Премію Focus on Video Awards присуджують відеозаписам у різних категоріях в рамках Канадської відеовиставки та конвенції. Шер отримала дві нагороди за свої фітнес-відео.
| Рік  | Номіновано                    | Нагорода                 | Результат | Ref.    |
| ---- | ----------------------------- | ------------------------ | --------- | ------- |
| 1992 | Cher Fitness: A New Attitude  | Найкраще навчальне відео | Перемога  | [ 107 ] |
| 1993 | Cher Fitness: Body Confidence | Найкраще навчальне відео | Перемога  | [ 108 ] |

## Fragrance Foundation Awards
Щорічна премія Fragrance Foundation або FiFi, знана як «Оскар парфумерної індустрії», яку спонсорує Фонд ароматів, вручається за творчі досягнення в парфумерній індустрії. Шер виграла одного разу.
| Рік  | Номіновано          | Нагорода                               | Результат | Ref.    |
| ---- | ------------------- | -------------------------------------- | --------- | ------- |
| 2020 | Cher Eau de Couture | Споживчий вибір року — популярні жінки | Перемога  | [ 109 ] |

## Girls' Choice Awards
Нагорода Girls' Choice Awards, вручається щорічно, вона створена організацією «Вибір дівчат», яку очолюють молоді жінки. Вона є платформою розширення можливостей й підтримки прав молодих людей, а також надання ресурсів для вирішення найнагальніших проблем сучасності. Шер була номінована один раз.
| Рік  | Номіновано | Нагорода                      | Результат | Ref.    |
| ---- | ---------- | ----------------------------- | --------- | ------- |
| 2019 | Шер        | Girls' Choice «Музична Ікона» | Номінація | [ 110 ] |

## GLAAD Media Awards
Премію GLAAD Media Awards присуджує Альянс геїв і лесбійок проти дифамації (GLAAD), нею нагороджують різні ЗМІ за видатне подання проблем спільноти лесбійок, геїв, бісексуалів та трансгендерів (ЛГБТ). Шер відзначено один раз. 
| Рік  | Номіновано | Нагорода          | Результат | Ref.    |
| ---- | ---------- | ----------------- | --------- | ------- |
| 1998 | Шер        | Премія «Авангард» | Перемога  | [ 112 ] |

## Glamour Awards
Премія Glamour Awards щорічно вручається журналом «Glamour» ектсраординарним і надихаючим жінкам різних сфер діяльності, включаючи розваги, бізнес, науку, освіту та політику. Шер була нагороджена один раз.
| Рік  | Номіновано | Нагорода                                  | Результат | Ref.    |
| ---- | ---------- | ----------------------------------------- | --------- | ------- |
| 2010 | Шер        | Жінка року – Премія за життєві досягнення | Перемога  | [ 113 ] |

## Go-Set Pop Poll Awards
Орієнтована на підлітків газета поп-музики «Go-Set», заснована в лютому 1966 року, протягом 1966—1972 років проводила щорічне опитування своїх читачів, щоб визначити найпопулярніших особистостей. Шер була номінована один раз.
| Рік  | Номіновано | Нагорода   | Результат | Ref.    |
| ---- | ---------- | ---------- | --------- | ------- |
| 1966 | Шер        | Вокалістка | Номінація | [ 114 ] |

## Golden Apple Awards
Премія «Золоте яблуко» вручається щорічно з 1941 року Жіночим прес-клубом Голлівуду артистам на знак визнання їхньої поведінки, а не виступу. Шер була номінована один раз.
| Рік  | Номіновано | Нагорода           | Результат | Ref.    |
| ---- | ---------- | ------------------ | --------- | ------- |
| 1988 | Шер        | Зіркова жінка року | Номінація | [ 115 ] |

## Нагорода «Золотий глобус»
«Золотий глобус» є американською нагородою, яку присуджують 93 члени Голлівудської асоціації іноземної преси (HFPA). Нею нагороджують передові досягнення, як в американському, так і в іноземному, кіно та телебаченні. Шер отримала три нагороди з шести номінацій.
| Рік  | Номіновано                                               | Нагорода                                                          | Результат | Ref.    |
| ---- | -------------------------------------------------------- | ----------------------------------------------------------------- | --------- | ------- |
| 1974 | The Sonny & Cher Comedy Hour                             | Найкраща телеакторка — комедія або мюзикл                         | Перемога  | [ 117 ] |
| 1983 | Повертайся до п'ятої і десятої, Джиммі Діне, Джиммі Діне | Найкраща акторка другого плану — кінофільм                        | Номінація | [ 117 ] |
| 1984 | Сілквуд                                                  | Найкраща акторка другого плану — кінофільм                        | Перемога  | [ 117 ] |
| 1986 | Маска                                                    | Найкраща кіноакторка — драма                                      | Номінація | [ 117 ] |
| 1988 | Влада місяця                                             | Найкраща кіноакторка — мюзикл або комедія                         | Перемога  | [ 117 ] |
| 1997 | Якби стіни могли говорити                                | Найкраща акторка другого плану — серіал, мінісеріал або телефільм | Номінація | [ 117 ] |

- Шер була виконавицею однієї пісні-переможця в номінації «Золотий глобус» за найкращу оригінальну пісню до фільму (You Haven't Seen the Last of Me у 2011 році) та двох номінованих на цю категорію пісень (Alfie у 1967 році та After All у 1989-го), але ці номінації приписуються авторам пісень, а не виконавцям.

## Grammy Awards

### Grammy Awards
Премію «Греммі» щорічно присуджує Національна академія мистецтв і наук звукозапису США за видатні досягнення в музичній індустрії. Премія, яка часто вважається найвищою музичною нагородою, була заснована 1958 року. Шер здобула одну нагороду з семи номінацій. Cher has received one award from seven nominations.
| Рік  | Номіновано                            | Нагорода                               | Результат | Ref.    |
| ---- | ------------------------------------- | -------------------------------------- | --------- | ------- |
| 1966 | Sonny & Cher                          | Найкращий новий артист                 | Номінація |         |
| 1972 | Gypsys, Tramps & Thieves              | Найкращий жіночий поп-вокальний виступ | Номінація | [ 119 ] |
| 1972 | All I Ever Need Is You (Sonny & Cher) | Найкращий поп-виступ, дует або гурт    | Номінація | [ 119 ] |
| 2000 | Believe                               | Найкращий танцювальний запис           | Перемога  |         |
| 2000 | Believe                               | Запис року                             | Номінація |         |
| 2000 | Believe                               | Найкращий поп-вокальний альбом         | Номінація |         |
| 2004 | Love One Another                      | Найкращий танцювальний запис           | Номінація |         |

- Шер була вокалісткою в одній пісні, номінованій на премію «Греммі» (You Haven't Seen the Last of Me) у категорії «Найкраща пісня, написана для візуальних медіа», але цю номінацію присуджують автору пісні, а не виконавцю.

### Зала слави «Греммі»
Зала слави «Греммі» — установа, яка вшановує музичні записи, які мають тривале якісне або історичне значення. Один із синглів дуету «Sonny & Cher» потрапив до неї 2017 року.
| Рік  | Номіновано                    | Нагорода          | Результат | Ref.    |
| ---- | ----------------------------- | ----------------- | --------- | ------- |
| 2017 | I Got You Babe (Sonny & Cher) | Зала слави Греммі | Inducted  | [ 120 ] |

## Guinness Book of British Hit Singles
«Британські сингли та альбоми-хіти» (спочатку знаний як «Книга Гіннесса британських синглів-хітів» і «Книга Гіннеса британських альбомів-хітів») — музичний довідник, який спочатку публікувався у Великій Британії видавничим відділом пивоварень «Guinness», «Guinness Superlatives». Шер була представлена чотири рази.
| Рік  | Номіновано | Нагорода                            | Результат | Ref.       |
| ---- | ---------- | ----------------------------------- | --------- | ---------- |
| 2002 | Шер        | Топ-100 артистів всіх років — #65   | Перемога  | [ 121 ]    |
| 2002 | Шер        | Топ-чарт вікових сольних виконавиць | Перемога  | [ 121 ]    |
| 2002 | Believe    | Виконавиця найпродаваніших синглів  | Перемога  | [джерело?] |
| 2002 | Believe    | Топ-100 синглів всіх часів — #84    | Перемога  | [джерело?] |

## Guinness Book of World Records
«Книга рекордів Гіннесса» — довідник, який щорічно видається. Він містить колекцію світових рекордів. Шер була двічі представлена. 
| Рік  | Номіновано                      | Нагорода                                       | Результат | Ref.    |
| ---- | ------------------------------- | ---------------------------------------------- | --------- | ------- |
| 2002 | Шер                             | Найвіковіша виконавиця Billboard Hot 100 Chart | Перемога  | [ 123 ] |
| 2007 | Living Proof: The Farewell Tour | Найкасовіший тур виконавиці всіх часів         | Перемога  | [ 123 ] |

## Hasty Pudding Theatricals Awards
Премія Hasty Pudding Theatricals Awards щорічно вручається театральним студентським товариством Гарвардського університету з 1951 року. Шер була нагороджена один раз.
| Рік  | Номіновано | Нагорода   | Результат | Ref.    |
| ---- | ---------- | ---------- | --------- | ------- |
| 1985 | Шер        | Жінка року | Перемога  | [ 124 ] |

## Hit Awards
Норвезьку премію Hit Awards щорічно присуджують найуспішнішим норвезьким та зарубіжним артистам. Шер була номінована один раз.
| Рік  | Номіновано | Нагорода                | Результат | Ref.    |
| ---- | ---------- | ----------------------- | --------- | ------- |
| 1999 | Шер        | Міжнародний артист року | Номінація | [ 125 ] |

## Hollywood Music in Media Awards
Премією Hollywood Music in Media Awards (HMMA) відзначається музика візуальних засобів (фільми, телебачення, трейлери до фільмів, відеоігри, реклама тощо). Шер отримала одну номінацію. 
| Рік  | Номіновано             | Нагорода                                         | Результат | Ref.    |
| ---- | ---------------------- | ------------------------------------------------ | --------- | ------- |
| 2017 | Prayers For This World | Найкраща оригінальна пісня – документальні відео | Номінація | [ 127 ] |

## Hollywood Walk of Fame
Голлівудська алея слави — тротуар уздовж Голлівудського бульвару та Вайн-стріт у Голлівуді, Каліфорнія, з більш ніж 2000 п'ятикутними зірками на честь артистів за їхні досягнення в індустрії розваг. Шер була удостоєна честі отримати свою зірку на цій алеї 1983 року, але вона втратила цю можливість, відмовившись від запланованої обов'язкової особистої явки на пов'язану з цим церемонією. 1998 року вона була присутньою на відкритті зірки «Сонні та Шер» на честь свого нещодавно померлого колишнього чоловіка Сонні Боно.
| Рік  | Номіновано   | Нагорода                | Результат | Ref.    |
| ---- | ------------ | ----------------------- | --------- | ------- |
| 1983 | Шер          | Голлівудська алея слави | Номінація | [ 129 ] |
| 1998 | Sonny & Cher | Голлівудська алея слави | Перемога  | [ 130 ] |

## Houston Film Critics Society Awards
«Товариство кінокритиків Х'юстона» — некомерційна організація у Х'юстоні, штат Техас. На церемонії, що відбувається в Музеї образотворчих мистецтв Х'юстона вручається щорічний набір кінопремій за «надзвичайні досягнення в кіно». Шер була номінована один раз.
| Рік  | Номіновано                      | Нагорода                   | Результат | Ref.    |
| ---- | ------------------------------- | -------------------------- | --------- | ------- |
| 2010 | You Haven't Seen the Last of Me | Найкраща оригінальна пісня | Номінація | [ 131 ] |

## Hungarian Music Awards
Угорську музичну премію присуджують угорським та міжнародним виконавцям у галузі музики з 1992 року, вона є еквівалентом премії «Греммі» в США. Шер виграла один раз.
| Рік  | Номіновано | Нагорода                  | Результат | Ref.    |
| ---- | ---------- | ------------------------- | --------- | ------- |
| 2000 | Believe    | Іноземний поп-альбом року | Перемога  | [ 132 ] |

## IFPI Platinum Europe Awards
Премію IFPI Platinum Europe Awards, засновану 1996 року, присуджують за мільйон роздрібних продажів альбомів по всій Європі. Шер отримала три нагороди.
| Рік  | Номіновано        | Нагорода                 | Результат | Ref.    |
| ---- | ----------------- | ------------------------ | --------- | ------- |
| 1998 | Believe           | 1× Platinum Europe Award | Перемога  | [ 134 ] |
| 1999 | Believe           | 4× Platinum Europe Award | Перемога  | [ 134 ] |
| 1999 | The Greatest Hits | 2× Platinum Europe Award | Перемога  | [ 134 ] |

## International Dance Music Awards
Премія Міжнародної танцювальної музики, заснована 1985 року, вручається в рамках щорічної Зимової музичної конференції, тижневої події, що стосується електронної музики. Шер отримала дві нагороди.
| Рік  | Номіновано | Нагорода                  | Результат | Ref.    |
| ---- | ---------- | ------------------------- | --------- | ------- |
| 1999 | Believe    | Best Hi NRG 12"           | Перемога  | [ 135 ] |
| 1999 | Believe    | Best Pop 12" Dance Record | Перемога  | [ 135 ] |

## International Documentary Association Awards
Нагорода Міжнародної асоціації документальних фільмів (IDA) вручається щорічно документальним фільмам і режисерам. Як виконавчий продюсер Шер виграла один раз.
| Рік  | Номіновано  | Нагорода                               | Результат | Ref.    |
| ---- | ----------- | -------------------------------------- | --------- | ------- |
| 2017 | Edith+Eddie | Найкраща документальна короткометражка | Перемога  | [ 136 ] |

## IRMA Music Awards
Ірландська музична асоціація щорічно вручає премію IRMA Music Awards найуспішнішим ірландським та міжнародним виконавцям. З 2001 року IRMA замінила щорічна музична премія Meteor Ireland Music Awards. Шер виграла один раз.
| Рік  | Номіновано | Нагорода              | Результат | Ref.    |
| ---- | ---------- | --------------------- | --------- | ------- |
| 1992 | Шер        | Міжнародна виконавиця | Перемога  | [ 137 ] |

## Italian National Syndicate of Film Journalists – Silver Ribbon Award
«Nastro d'Argento» (букв. «Срібна стрічка») — італійська кінопремія, яку щороку присуджує Національний синдикат кіножурналістів Італії з 1946 року. Шер виграла один раз.
| Рік  | Номіновано   | Нагорода                  | Результат | Ref.    |
| ---- | ------------ | ------------------------- | --------- | ------- |
| 1988 | Влада місяця | Найкраща іноземна акторка | Перемога  | [ 138 ] |

## iVillage Entertainment Awards
Премією iVillage Entertainment Awards нагороджуються акторки, актори, персонажи, сцени, шоу, фільми тощо. Переможці визначаються голосуванням читачів ресурсу iVillage. Шер виграла одного разу.
| Рік  | Номіновано | Нагорода                             | Результат | Ref.    |
| ---- | ---------- | ------------------------------------ | --------- | ------- |
| 2011 | Шер        | Найприємніше повернення знаменитості | Перемога  | [ 139 ] |

## Ivor Novello Awards
Ivor Novello Awards — щорічна нагорода, яку вручають британським піснярам і композиторам. Це єдина нагородою, яка не залежить від видавців і компаній звукозапису, а яку присуджує спільнота творців пісень. Церемонії нагородження відбуваються у травні щорічно. Шер отримала три нагороди.
| Рік  | Номіновано | Нагорода                                        | Результат | Ref.    |
| ---- | ---------- | ----------------------------------------------- | --------- | ------- |
| 1999 | Believe    | Міжнародний хіт року                            | Перемога  | [ 140 ] |
| 1999 | Believe    | Найкраща пісня за музичним та текстовим змістом | Перемога  | [ 140 ] |
| 1999 | Believe    | Найпродаваніший британський сингл               | Перемога  | [ 140 ] |

## Jupiter Awards
Jupiter Awards — щорічна німецька премія, яку присуджують талантам та досягненням у сфері кіно та телебачення. Шер була номінована на дві нагороди.
| Рік  | Номіновано   | Нагорода                    | Результат | Ref.    |
| ---- | ------------ | --------------------------- | --------- | ------- |
| 1985 | Маска        | Найкраща міжнародна акторка | Номінація | [ 141 ] |
| 1988 | Влада місяця | Найкраща міжнародна акторка | Номінація | [ 141 ] |

## Kansas City Film Circle Awards
Премія Групи кінокритиків Канзас-Сіті заснована 1966 року. Група є другою найстарішою асоціацією професійних кінокритиків у США після Групи кінокритиків Нью-Йорка. Шер виграла один раз.
| Рік  | Номіновано   | Нагорода         | Результат | Ref.    |
| ---- | ------------ | ---------------- | --------- | ------- |
| 1987 | Влада місяця | Найкраща акторка | Перемога  | [ 142 ] |

## Kennedy Center Honors
Відзнака Центру Кеннеді щорічно вручається з 1978 року діячам виконавського мистецтва за їхній внесок у розвиток американської культури. Церемонія вручення нагороди відбувається щороку в грудні й завершується зірковим гала-концертом вшанування лауреатів в Оперному театрі Центру Кеннеді. Шер нагородиои 2018 року.
| Рік  | Номіновано | Нагорода                | Результат | Ref.    |
| ---- | ---------- | ----------------------- | --------- | ------- |
| 2018 | Шер        | Відзнака Центру Кеннеді | Перемога  | [ 144 ] |

## Kids' Choice Awards
Американська дитяча премія «Вибір дітей», яка проводиться «Nickelodeon», щорічно вручається найвизначнішим телевізійним, кіно- та музичним виконавцям року. Лауреати визначаються голосуванням глядачів мережі «Nickelodeon» у всьому світі. Шер була номінована один раз.
| Рік  | Номіновано | Нагорода            | Результат | Ref.    |
| ---- | ---------- | ------------------- | --------- | ------- |
| 1990 | Шер        | Улюблена музикантка | Номінація | [ 145 ] |

## KRLA Beat International Pop Music Awards
«KRLA Beat» — американський журнал про рок-музику, який виходив між 1964—1968 роками. Журнал вручав нагороди найуспішнішим виконавцям року. Шер отримала три нагороди.
| Рік  | Номіновано   | Нагорода        | Результат | Ref.    |
| ---- | ------------ | --------------- | --------- | ------- |
| 1966 | Шер          | Вокалістка      | Перемога  | [ 146 ] |
| 1966 | Шер          | Нова вокалістка | Перемога  | [ 146 ] |
| 1966 | Sonny & Cher | Дует            | Перемога  | [ 146 ] |

## Lab School of Washington Awards
1985 року Шер здобула нагороду приватної Вашингтонської дослідної школи (The Lab School of Washington, Вашингтон, округ Колумбія). Школа, заснована Саллі Сміт 1967 року, призначена для учнів із труднощами у навчанні. Щороку цей заклад нагороджує людей, що мають труднощі із навчанням, за їхню наполегливість у подоланні проблем з якими вони стикаються протягом своєї кар'єри через це. 
| Рік  | Номіновано | Нагорода                                        | Результат | Ref.    |
| ---- | ---------- | ----------------------------------------------- | --------- | ------- |
| 1985 | Шер        | Нагорода за видатні успіхі у навчанні інвалідів | Перемога  | [ 148 ] |

## Las Vegas Awards
Премія Las Vegas Awards, яка є «даніною Джиммі Дуранте» (також знана як «Джиммі»), вручається щорічно найкращим виконавцям Лас-Вегаса. Шер отримала одну номінацію.
| Рік  | Номіновано | Нагорода           | Результат | Ref.    |
| ---- | ---------- | ------------------ | --------- | ------- |
| 1980 | Шер        | Зіркова музикантка | Номінація | [ 149 ] |

## Los Angeles Film Critics Association Awards
Асоціація кінокритиків Лос-Анджелеса (LAFCA), заснована 1975 року, за результатами голосування нагороджує представників кіноіндустрії, які досягли значних успіхів у цій галузі протягом року. Шер двічі посідала друге місце.
| Рік  | Номіновано                                              | Нагорода                       | Результат   | Ref.    |
| ---- | ------------------------------------------------------- | ------------------------------ | ----------- | ------- |
| 1982 | Повертайся о п'ятій і десятій, Джиммі Діне, Джиммі Діне | Найкраща акторка другого плану | Друге місце | [ 150 ] |
| 1983 | Сілквуд                                                 | Найкраща акторка другого плану | Друге місце | [ 141 ] |

## Los Angeles Music Awards
Лос-Анджелеська музична премія, раніше знана як Pro Set L.A. Music Awards, вручається за креативність застосовану на сценах Лос-Анджелеса знаменитостям і організаціям усіх сфер індустрії розваг. Шер виграла один раз.
| Рік  | Номіновано | Нагорода                | Результат | Ref.    |
| ---- | ---------- | ----------------------- | --------- | ------- |
| 1992 | Шер        | Найкраща поп-вокалістка | Перемога  | [ 152 ] |

## Los Premios 40 Principales
Los Premios 40 Principales — премія іспанської музичної радіостанції «Los 40», яка вручається з 2006 року. Шер була нагороджена один раз.
| Рік  | Номіновано | Нагорода                     | Результат | Ref.    |
| ---- | ---------- | ---------------------------- | --------- | ------- |
| 2010 | Шер        | Премія за життєві досягнення | Перемога  | [ 153 ] |

## Lunas del Auditorio
Премією Lunas del Auditorio, що спонсорується Національною аудиторією, нагороджуються найкращі живі виступи у Мексиці. Шер одержала одну номінацію.
| Рік  | Номіновано | Нагорода                        | Результат | Ref.    |
| ---- | ---------- | ------------------------------- | --------- | ------- |
| 2005 | Шер        | Найкращий іншомовний поп-артист | Номінація | [ 154 ] |

## Melody Maker Pop Poll Awards
Британський щотижневий музичний журнал «Melody Maker», який є одним із найперших у світі музичних тижневиків, щороку нагороджував найпопулярніших британських та міжнародних артистів. Лауреати обиралися методом опитування. Шер була номінована один раз.
| Рік  | Номіновано | Нагорода                    | Результат | Ref.    |
| ---- | ---------- | --------------------------- | --------- | ------- |
| 1967 | Шер        | Міжнародна дівчина-співачка | Номінація | [ 156 ] |

## Midem's Dance d'Or
Midem's Dance d'Or — щорічна церемонія вручення нагород у галузі танцювальної музики, яка проходить у Каннах, Франція. Шер виграла один раз.
| Рік  | Номіновано | Нагорода                    | Результат | Ref.    |
| ---- | ---------- | --------------------------- | --------- | ------- |
| 1999 | Believe    | Найкращий міжнародний сингл | Перемога  | [ 157 ] |

## Millicent Waldron Award
Нагорода Millicent Waldron Award (названа на честь видатної телеведучої та модельєра Міллісент Валдрон), вручалась під час Міжнародного шоу краси персонам, що вплинули на моду та стиль. Сонні Боно та Шер здобули нагороду один раз.
| Рік  | Номіновано   | Нагорода                    | Результат | Ref.    |
| ---- | ------------ | --------------------------- | --------- | ------- |
| 1973 | Sonny & Cher | Нагорода за ефектні костюми | Перемога  | [ 158 ] |

## Mnet Asian Music Awards
Премія Mnet Asian Music Awards (або скорочено МАМА), заснована телеканалом Mnet, щорічно вручається як південнокорейським так і іноземним виконавцям, які вплинули на музичну індустрію Південної Кореї. Шер була номінована один раз.
| Рік  | Номіновано | Нагорода                     | Результат | Ref.    |
| ---- | ---------- | ---------------------------- | --------- | ------- |
| 1999 | Шер        | Найкращий міжнародний артист | Номінація | [ 159 ] |

## MOA JukeBox Awards
Премія MOA JukeBox Awards Асоціації музичних операторів Америки (MOA) вручається найпопулярнішим музикантам США. У складі дуету «Sonny & Cher» співачка виграла один раз.
| Рік  | Номіновано   | Нагорода     | Результат | Ref.    |
| ---- | ------------ | ------------ | --------- | ------- |
| 1972 | Sonny & Cher | Артисти року | Перемога  | [ 160 ] |

## MTV Awards

### MTV Australia Awards
Премія MTV Australia Awards, заснована 2005 року, стала першою в Австралії нагородою, яка вручається як місцевим, так і міжнародним виконавцям. Шер була нагороджена один раз.
| Рік  | Номіновано | Нагорода              | Результат | Ref.    |
| ---- | ---------- | --------------------- | --------- | ------- |
| 2005 | Шер        | VH1 Music First Award | Перемога  | [ 161 ] |

### MTV O Music Awards
MTV O Music Awards — одна з головних щорічних премій, заснованих MTV, яка вручається за досягнення у мистецтві та творчості, індивідуальність і музичні технології в цифровому просторі. Шер отримала одну номінацію.
| Рік  | Номіновано | Нагорода                                | Результат | Ref.    |
| ---- | ---------- | --------------------------------------- | --------- | ------- |
| 2011 | Шер        | Найвідслідковуваніший артист у Твіттері | Номінація | [ 163 ] |

### MTV Video Music Awards
Премія MTV Video Music Award, яку зазвичай називають VMA, була заснована 1984 року телеканалом MTV, нею відзначаються найкращі музичні відео року. Шер отримала дві номінації.
| Рік  | Номіновано      | Нагорода                   | Результат | Ref. |
| ---- | --------------- | -------------------------- | --------- | ---- |
| 1988 | I Found Someone | Найкраще жіноче відео      | Номінація |      |
| 1999 | Believe         | Найкраще танцювальне відео | Номінація |      |

## Music Control Airplay Awards
Шведську музичну премію Music Control Airplay Awards (MCAW) присуджують виконавцям, яких найчастіше крутять на місцевому радіо. Шер здобула одну нагороду.
| Рік  | Номіновано | Нагорода                            | Результат | Ref.    |
| ---- | ---------- | ----------------------------------- | --------- | ------- |
| 1999 | Шер        | Найпрограваніший міжнародний артист | Перемога  | [ 165 ] |

## Music & Media Year-End Awards
Призначення підсумкової за рік премії Music & Media Year-End Awards в галузі музики та медіа грунтується на статистиці чартів Eurochart Hot 100 Singles та European Top 100 Albums. Вона вручається найуспішнішим артистам Європи. Шер здобула сім нагород.
| Рік  | Номіновано | Нагорода                  | Результат | Ref.    |
| ---- | ---------- | ------------------------- | --------- | ------- |
| 1991 | Шер        | Топ-артистка (альбоми)    | Перемога  | [ 166 ] |
| 1991 | Шер        | Топ-артистка (сингли)     | Перемога  | [ 166 ] |
| 1999 | Шер        | Топ-10 артистів (альбоми) | Перемога  | [ 167 ] |
| 1999 | Шер        | Топ-10 артистів (сингли)  | Перемога  | [ 167 ] |
| 1999 | Шер        | Топ-10 артисток (альбоми) | Перемога  | [ 167 ] |
| 1999 | Шер        | Топ-10 артисток (сингли)  | Перемога  | [ 167 ] |
| 2000 | Шер        | Топ-10 артисток (альбоми) | Перемога  | [ 168 ] |

## NARM Awards
Національна асоціація мерчендайзерів звукозапису є некомерційною організацією США, яка обслуговує підприємства роздрібної торгівлі музикою, чим сприяє лобіюванню та просуванню торгівлі. Шер була номінована тричі.
| Рік  | Номіновано   | Нагорода                                     | Результат | Ref.    |
| ---- | ------------ | -------------------------------------------- | --------- | ------- |
| 1966 | Шер          | Багатообіцяюча вокалістка                    | Номінація | [ 169 ] |
| 1966 | Sonny & Cher | Найпродаваніший американський вокальний гурт | Номінація | [ 169 ] |
| 1967 | Шер          | Багатообіцяюча вокалістка                    | Номінація | [ 170 ] |

## National Society of Film Critics Awards, USA— NSFC Award
Національне товариство кінокритиків (NSFC) є американською організацією, щорічні нагороди якої є одними з найпрестижніших відзнак від кінокритиків США. Шер один раз посіла друге місце.
| Рік  | Номіновано | Нагорода                       | Результат   | Ref.    |
| ---- | ---------- | ------------------------------ | ----------- | ------- |
| 1984 | Сілквуд    | Найкраща акторка другого плану | Друге місце | [ 171 ] |

## New Mexico Film Critics Awards
Організація кінокритиків Нью-Мексико, заснована 2016 року, присуджує щороку премію Mexico Film Critics Awards за передові кінодосягнення в усьому світі. Шер один раз посіла друге місце.
| Рік  | Номіновано             | Нагорода                   | Результат   | Ref.    |
| ---- | ---------------------- | -------------------------- | ----------- | ------- |
| 2017 | Prayers For This World | Найкраща оригінальна пісня | Друге місце | [ 172 ] |

## New York Festivals TV and Film Awards
Нью-Йоркський фестиваль щорічно вручає серію нагород у сфері мистецтва та медіа, які базуються в Нью-Йорку. Шер виграла один раз.
| Рік  | Номіновано                      | Нагорода                                                  | Результат | Ref.    |
| ---- | ------------------------------- | --------------------------------------------------------- | --------- | ------- |
| 2022 | Cher and the Loneliest Elephant | Найкращий документальний фільм — Герої, «Золота нагорода» | Перемога  | [ 174 ] |

## New York Film Critics Circle Awards
Американська організація кінокритиків (NYFCC), заснована 1935 року, присуджує премію New York Film Critics Circle Awards за передові кінематографічні досягнення в усьому світі за рік. Шер один раз посіла друге місце.
| Рік  | Номіновано | Нагорода                       | Результат   | Ref.    |
| ---- | ---------- | ------------------------------ | ----------- | ------- |
| 1983 | Сілквуд    | Найкраща акторка другого плану | Друге місце | [ 175 ] |

## Nielsen Broadcast Data System Awards
Система даних Nielsen Broadcast Data System (більш знана як BDS) — служба, яка відстежує трансляцію пісень на радіо, телебаченні та в Інтернеті. На основі кількості прослуховуваннь та переглядів з початку 2000-х років вона присуджує сертифіковані нагороди BDS пісням, які найчастіше звучать на радіо. Шер отримала одну нагороду.
| Рік  | Номіновано | Нагорода                          | Результат | Ref.    |
| ---- | ---------- | --------------------------------- | --------- | ------- |
| 2002 | Believe    | Премія за 400 000 прослуховуваннь | Перемога  | [ 176 ] |

## NME Awards
NME Awards — щорічна музична премія британського музичного журналу «New Musical Express» (NME), яка вручається музикантам за результатами голосування читачів цього видання та відвідувачів його сайту. Церемонія нагородження відбувається в лютому кожного року. Перше вручення нагород відбулося 24 квітня 1953 року. Як сольна виконавиця та у складі дуету «Sonny & Cher» співачка отримала шість номінацій.
| Рік  | Номіновано   | Нагорода                       | Результат | Ref.    |
| ---- | ------------ | ------------------------------ | --------- | ------- |
| 1965 | Шер          | Співачка світового рівня       | Номінація | [ 177 ] |
| 1965 | Sonny & Cher | Вокальний гурт світового рівня | Номінація | [ 177 ] |
| 1966 | Sonny & Cher | Вокальний гурт світового рівня | Номінація | [ 178 ] |
| 1966 | Шер          | Світова співачка               | Номінація | [ 178 ] |
| 1967 | Шер          | Світова співачка               | Номінація | [ 179 ] |
| 1971 | Шер          | Світова співачка               | Номінація | [ 180 ] |

## NRJ Music Awards
NRJ Music Awards — нагорода французької радіостанції NRJ, яка вручається популярним музикантам і виконавцям в різних номінаціях. Заснована 2000 року при участі радіостанції NRJ і телевізійної мережі TF1.
Шер отримала три номінації.
| Рік  | Номіновано | Нагорода                 | Результат | Ref.    |
| ---- | ---------- | ------------------------ | --------- | ------- |
| 2000 | Шер        | Міжнародна співачка року | Номінація | [ 182 ] |
| 2000 | Believe    | Міжнародна пісня року    | Номінація | [ 182 ] |
| 2000 | Believe    | Міжнародний альбом року  | Номінація | [ 182 ] |

## OFTA Awards
Премія «OFTA Awards» щорічно вручається Асоціацією онлайн-фільмів і телебачення за видатні досягнення в галузі кіно та телебачення. Вручення цих премій почалося 1996 року. Шер перемогла один раз із трьох номінацій.
| Рік  | Номіновано                             | Нагорода                                                                | Результат | Ref.    |
| ---- | -------------------------------------- | ----------------------------------------------------------------------- | --------- | ------- |
| 1997 | If These Walls Could Talk              | Найкраща режисура фільму чи міні-серіалу                                | Номінація | [ 184 ] |
| 2000 | Cher — Live in Concert                 | Найкращий ведучий або виконавець спеціального ефіру, мюзиклу чи комедії | Перемога  | [ 185 ] |
| 2019 | Fernando — Mamma Mia! Here We Go Again | Найкраща адаптована пісня                                               | Номінація | [ 186 ] |

## People's Choice Awards
Премія People's Choice Awards, створена Бобом Стіверсом, щорічно вручається діячам популярної культури, кандидати обираються широкою громадськістю. Шер перемогла один раз із семи номінацій.
| Рік  | Номіновано            | Нагорода                     | Результат | Ref.    |
| ---- | --------------------- | ---------------------------- | --------- | ------- |
| 1976 | Шер                   | Улюблений жіночий телевиступ | Номінація | [ 188 ] |
| 1976 | Шер                   | Улюблена артистка            | Номінація | [ 188 ] |
| 1988 | Шер                   | Улюблена кіноакторка         | Номінація | [ 189 ] |
| 1989 | Шер                   | Улюблена зіркова артистка    | Перемога  | [ 190 ] |
| 1990 | Шер                   | Улюблена артистка            | Номінація | [ 191 ] |
| 1991 | Шер                   | Улюблена артистка            | Номінація | [ 192 ] |
| 2019 | Here We Go Again Tour | Улюблений концертний тур     | Номінація | [ 193 ] |

## Pollstar Awards
Премією Pollstar Concert Industry Awards нагороджують найвидатніших персон в галузі шоу та концертів. Шер отримала чотири номінації.
| Рік  | Номіновано                      | Нагорода                           | Результат | Ref.    |
| ---- | ------------------------------- | ---------------------------------- | --------- | ------- |
| 2000 | Do You Believe? Tour            | Найкреативніша сценічна постановка | Номінація | [ 195 ] |
| 2002 | Living Proof: The Farewell Tour | Найкреативніша сценічна постановка | Номінація | [ 196 ] |
| 2003 | Living Proof: The Farewell Tour | Найбільший тур року                | Номінація | [ 197 ] |
| 2003 | Living Proof: The Farewell Tour | Найкреативніша сценічна постановка | Номінація | [ 197 ] |

## Pop Music Survey Awards
Премією Pop Music Survey Awards, засновану Боббі По 1968 року, після чого вона вручалася до 1996 року, вшановувалися найкращі виконавці, обрані на основі Топ-40 записів чартів і радіо. Шер була номінована тричі.
| Рік  | Номіновано | Нагорода      | Результат | Ref.    |
| ---- | ---------- | ------------- | --------- | ------- |
| 1974 | Шер        | Артистка року | Номінація | [ 198 ] |
| 1974 | Half Breed | Запис року    | Номінація | [ 198 ] |
| 1975 | Шер        | Артистка року | Номінація | [ 199 ] |

## Premios Amigo
Іспанську музичну премію Premios Amigo щорічно з 1997 року вручає організація Productores de Música de España. Шер отримала дві нагороди.
| Рік  | Номіновано | Нагорода                            | Результат | Ref.    |
| ---- | ---------- | ----------------------------------- | --------- | ------- |
| 1999 | Шер        | Найкраща міжнародна сольна артистка | Перемога  | [ 200 ] |
| 1999 | Believe    | Найкращий міжнародний альбом        | Перемога  | [ 200 ] |

## Premios Ondas
Премією «Ондас», заснованою 1954 року «Радіо Барселони», що є дочірньою компанією радіомережі Cadena SER, вшановуються професіонали в галузі радіо- та телемовлення, кіно та музичної індустрії. Шер була вшанована один раз.
| Рік  | Номіновано | Нагорода                     | Результат | Ref.    |
| ---- | ---------- | ---------------------------- | --------- | ------- |
| 2001 | Шер        | Премія за життєві досягнення | Перемога  | [ 201 ] |

## PRS Awards
Британська асоціація прав виконавців (PRS) нагороджує британських видавців і артистів, чиї пісні є одними з найбільш виконуваних у США. Шер виграла один раз премію PRS Awards.
| Рік  | Номіновано | Нагорода        | Результат | Ref.    |
| ---- | ---------- | --------------- | --------- | ------- |
| 1999 | Believe    | Club Play Award | Перемога  | [ 202 ] |

## Queerty Awards
Премія «Queerty» (або «Queerties»), заснована 2012 року, вручається «найкращим ЛГБТ-медіа та культурі». Шер була номінована двічі.
| Рік  | Номіновано                                  | Нагорода     | Результат   | Ref.    |
| ---- | ------------------------------------------- | ------------ | ----------- | ------- |
| 2019 | Шер                                         | Badass       | Друге місце | [ 204 ] |
| 2019 | Gimme! Gimme! Gimme! (A Man After Midnight) | Queer Anthem | Номінація   | [ 205 ] |

## Quigley Publication Awards
Премія Quigley Publication Awards вручається щорічно за результатами опитування, яке проводить видавництво Quigley Publications серед телевізійних критиків США. Шер отримала чотири другі місця.
| Рік  | Номіновано                   | Нагорода                   | Результат   | Ref.    |
| ---- | ---------------------------- | -------------------------- | ----------- | ------- |
| 1974 | Шер                          | Найкраща вокалістка        | Друге місце | [ 206 ] |
| 1974 | Sonny & Cher                 | Найкраща комедійна команда | Друге місце | [ 206 ] |
| 1974 | The Sonny & Cher Comedy Hour | Найкраща програма-вар'єте  | Друге місце | [ 206 ] |
| 1974 | The Sonny & Cher Comedy Hour | Найкраще музичне шоу       | Друге місце | [ 206 ] |

## Razzie Awards
Нагороду «Золота малина» або «Razzies» присуджують як визнання найгірших фільмів. Шер була номінована один раз.
| Рік  | Номіновано | Нагорода                       | Результат | Ref.    |
| ---- | ---------- | ------------------------------ | --------- | ------- |
| 2011 | Бурлеск    | Найгірша акторка другого плану | Номінація | [ 208 ] |

## Record Mirror Poll Awards
Британська щотижнева музична газета «The Record Mirror», що випускалася між 1954—1991 роками, проводила щорічне опитування, де переможців обирала британська громадськість. Шер посіла 2-е місце в опитуванні 1966 року, а в 1967 і 1972 роках була серед тих, хто отримав найбільше голосів.
| Рік  | Номіновано     | Нагорода                | Результат   | Ref.    |
| ---- | -------------- | ----------------------- | ----------- | ------- |
| 1966 | Шер            | Світова вокалістка      | Друге місце | [ 209 ] |
| 1966 | Шер            | Найкраще вбрання        | Номінація   | [ 209 ] |
| 1966 | I Got You Babe | Найкращий світовий диск | Номінація   | [ 209 ] |
| 1967 | Шер            | Світова вокалістка      | Номінація   | [ 210 ] |
| 1967 | Sonny & Cher   | Світовий збірний гурт   | Номінація   | [ 210 ] |
| 1972 | Шер            | Світова вокалістка      | Номінація   | [ 211 ] |
| 1972 | Sonny & Cher   | Світовий збірний гурт   | Номінація   | [ 211 ] |

## Record of the Year
Премія «Запис року» вручається за результатом голосування британської громадськості. Нагородження розпочалося 1998 року і транслювалося у телемережі ITV, а потім було скасовано 2006 року через похибки в галузі телефонного голосування. Відтоді проводиться онлайн-опитування, яке проводилося через веб-сайт премії. 2013 року премію було скасовано. Шер була номінована один раз.
| Рік  | Номіновано | Нагорода   | Результат | Ref.    |
| ---- | ---------- | ---------- | --------- | ------- |
| 1998 | Believe    | Запис року | Номінація | [ 213 ] |

## Record World Awards
«Record World» був одним із трьох головних фахових журналів музичної індустрії в США поряд з журналами «Billboard» і «Cash Box». Журнал видавався між 1946—1982 роками й присуджував щорічну нагороду Record World Awards, яка вручалася найуспішнішим виконавцям у США. Шер, як сольно, так і з Сонні Бонні, була в списку п'ятнадцять разів.
| Рік  | Номіновано     | Нагорода                        | Результат   | Ref.    |
| ---- | -------------- | ------------------------------- | ----------- | ------- |
| 1965 | I Got You Babe | Топ-запис — #1                  | Перемога    | [ 214 ] |
| 1965 | Sonny & Cher   | Топ-дует (альбом) — #1          | Перемога    | [ 214 ] |
| 1965 | Sonny & Cher   | Найобіцяючий дует (сингли) — #1 | Перемога    | [ 214 ] |
| 1966 | Шер            | Топ-вокалістка (сингли) — #2    | Друге місце | [ 215 ] |
| 1966 | Sonny & Cher   | Топ-дует (сингли) — #1          | Перемога    | [ 215 ] |
| 1968 | Шер            | Топ-вокалістка (сингли) — #5    | Номінація   | [ 216 ] |
| 1971 | Шер            | Топ-вокалістка (сингли) — #5    | Номінація   | [ 217 ] |
| 1971 | Sonny & Cher   | Топ-дует (альбоми) — #3         | Номінація   | [ 217 ] |
| 1972 | Шер            | Топ-вокалістка (сингли) — #7    | Номінація   | [ 218 ] |
| 1972 | Sonny & Cher   | Топ-дует (сингли) — #3          | Номінація   | [ 218 ] |
| 1972 | Sonny & Cher   | Топ-дует (альбоми) — #4         | Номінація   | [ 218 ] |
| 1973 | Half Breed     | Топ-запис — #6                  | Номінація   | [ 219 ] |
| 1973 | Шер            | Топ-вокалістка (сингли) — #4    | Номінація   | [ 219 ] |
| 1979 | Шер            | Топ-вокалістка (сингли) — #10   | Номінація   | [ 220 ] |
| 1979 | Шер            | Топ-диско-артистка — #20        | Номінація   | [ 220 ] |

## Rockbjörnen
Шведська музична премія «Rockbjörnen», заснована 1979 року «Aftonbladet», однією з найкрупніших газет скандинавських країн. Шер отримала одну нагороду.
| Рік  | Номіновано | Нагорода            | Результат | Ref.    |
| ---- | ---------- | ------------------- | --------- | ------- |
| 1998 | Believe    | Іноземна пісня року | Перемога  | [ 222 ] |

## Sant Jordi Awards
Іспанська кінопремія Sant Jordi Awards вручається щороку в Барселоні з 1957 року за кінематографічні виступи. Шер була номінована один раз.
| Рік  | Номіновано   | Нагорода                   | Результат | Ref.    |
| ---- | ------------ | -------------------------- | --------- | ------- |
| 1989 | Влада місяця | Найкраща зарубіжна акторка | Номінація | [ 223 ] |

## Satellite Awards
За результатами голосування Міжнародної академії преси, щорічно відбувається вручення премією Satellite Awards за досягнення в галузі телебачення та кіно. Шер перемогла один раз із двох номінацій.
| Рік  | Номіновано                      | Нагорода                                                             | Результат | Ref.    |
| ---- | ------------------------------- | -------------------------------------------------------------------- | --------- | ------- |
| 1997 | If These Walls Could Talk       | Найкраща акторка другого плану — серіали, мінісеріали або телефільми | Номінація | [ 225 ] |
| 2010 | You Haven't Seen the Last of Me | Найкраща оригінальнальна пісня                                       | Перемога  | [ 226 ] |
| 2017 | Prayers For This World          | Найкраща оригінальна пісня                                           | Номінація | [ 227 ] |

## Shidurei Israel Radio Awards
Премія вручається за результатами щорічного голосування слухачів ізраїльської радіослужби Shidurei Israel Radio. Шер виграла один раз Shidurei Israel Radio Awards.
| Рік  | Номіновано | Нагорода          | Результат | Ref.    |
| ---- | ---------- | ----------------- | --------- | ------- |
| 1975 | Шер        | Найкраща співачка | Перемога  | [ 228 ] |

## Shorty Awards
Премія Shorty Awards, також знана як «Shortys», щорічно вручається персонам і організаціям за створення визначного короткого контенту у соціальних мережах в режимі реального часу. Шер була номінована двічі. Cher has been nominated twice.
| Рік  | Номіновано | Нагорода                                   | Результат | Ref.    |
| ---- | ---------- | ------------------------------------------ | --------- | ------- |
| 2016 | Шер        | Найкращий співак у соціальних мережах      | Номінація | [ 230 ] |
| 2017 | Шер        | Найкраща знаменитість у соціальних мережах | Номінація | [ 231 ] |

## Silver State Awards
Створеною 2013 року Silver State Awards вшановуються зразкові і видатні досягнення окремих персон і компаній у штаті Невада. Шер була номінована один раз.
| Рік  | Номіновано | Нагорода    | Результат | Ref.    |
| ---- | ---------- | ----------- | --------- | ------- |
| 2017 | Шер        | Артист року | Номінація | [ 232 ] |

## Smash Hits Poll Winners Party
Премія Smash Hits Poll Winners Party щорічно вручалася між 1988–2005 роками британським журналом «Smash Hits», церемонія нагородження транслювалася на телеканалі BBC One. Шер отримала кілька номінацій.
| Рік  | Номіновано                              | Нагорода                 | Результат | Ref.    |
| ---- | --------------------------------------- | ------------------------ | --------- | ------- |
| 1991 | Шер                                     | Найкраща сольна співачка | Номінація | [ 233 ] |
| 1991 | Love Hurts                              | Найкраще LP              | Номінація | [ 234 ] |
| 1991 | The Shoop Shoop Song (It's in His Kiss) | Найкраще поп-відео       | Номінація | [ 234 ] |

## Spirit of Katharine Hepburn Awards
Премію Spirit of Katharine Hepburn Awards присуджує Культурно-мистецький центр Кетрін Хепберн, також знаний як «Кейт», людині, яка втілює «дух, незалежність і характер» легендарної акторки. Шер була нагороджена у 2020 році.
| Рік  | Номіновано | Нагорода                      | Результат | Ref.    |
| ---- | ---------- | ----------------------------- | --------- | ------- |
| 2020 | Шер        | Нагорода «Дух Кетрін Хепберн» | Перемога  | [ 235 ] |

## TCL Chinese Theatre Handprint Ceremony
Церемонією відбивання долонь у Китайському театрі TCL вшановуються популярні діячі кіно з 1920-х років і до наших днів. Протягом неї робляться відбитки долонь, ніг і автографи на бетоні переднього двору театру. Шер отримала таку почесть 2010 року.
| Рік  | Номіновано | Нагорода                           | Результат | Ref.    |
| ---- | ---------- | ---------------------------------- | --------- | ------- |
| 2010 | Шер        | Церемонія відбивання долонь та ніг | Перемога  | [ 236 ] |

## TMF Awards
Під час трансляції бельгійського каналу The Music Factory відбувалася церемонія нагородження премією TMF Awards за досягнення на музичній сцені голландськомовних регіонів місцевих та міжнародних виконавців. Шер була номінована двічі.
| Рік  | Номіновано | Нагорода                     | Результат | Ref.    |
| ---- | ---------- | ---------------------------- | --------- | ------- |
| 1999 | Шер        | Найкраща артистка (іноземці) | Номінація | [ 237 ] |
| 1999 | Believe    | Найкращий сингл (іноземний)  | Номінація | [ 237 ] |

## TV Land Awards
Телевізійною американською премією TV Land Awards нагороджуються шоу, які вийшли з ефіру, а не ті що транслюються, як у випадку з «Еммі». Шер виграла один раз із двох номінацій.
| Рік  | Номіновано                                      | Нагорода                             | Результат | Ref.    |
| ---- | ----------------------------------------------- | ------------------------------------ | --------- | ------- |
| 2006 | Sonny & Cher on Late Night with David Letterman | Великий телевізійний музичний момент | Номінація | [ 238 ] |
| 2007 | Sonny & Cher on Late Night with David Letterman | Великий телевізійний музичний момент | Перемога  | [ 239 ] |

## US International Film and Video Festival
Щорічний конкурс нагородження, який відбувається в рамках Фестивалю Міжнародного кіно та відео в США, заснований 1968 року, присвячений винятково щорічному відбору та визнанню видатної бізнес- теле-, кіно- та відео-продукції. Шер виграла один раз.
| Рік  | Номіновано | Нагорода                              | Результат | Ref.    |
| ---- | ---------- | ------------------------------------- | --------- | ------- |
| 1999 | Believe    | Перше місце: Нагорода «Золота камера» | Перемога  | [ 240 ] |

## US Magazine Annual Readers' Poll Awards
Щотижневий журнал про знаменитостей і розваги «Us Weekly», заснований у Нью-Йорку 1977 року. З 1982 року лауреати премії журналу обираються опитуванням його читачів. Шер виграла одну з двох номінацій.
| Рік  | Номіновано | Нагорода                     | Результат | Ref.    |
| ---- | ---------- | ---------------------------- | --------- | ------- |
| 1982 | Шер        | Улюблена естрадна зірка року | Номінація | [ 241 ] |
| 1988 | Шер        | Найсексуальніша зірка року   | Перемога  | [ 8 ]   |

## Vegas Magazine Awards
Премія Vegas Magazine Awards щорічно вручається найкращим виконавцям Лас-Вегасу. Шер виграла одного разу.
| Рік  | Номіновано | Нагорода        | Результат | Ref.    |
| ---- | ---------- | --------------- | --------- | ------- |
| 1981 | Шер        | Виконавиця року | Перемога  | [ 242 ] |

## VSDA Awards
Премія VSDA Awards від Асоціації дилерів програмного забезпечення, що проводиться щорічно з 1981 року в Лас-Вегасі, вручається за найкращі випуски домашньо-розважального відео. Шер виграла один раз.
| Рік  | Номіновано                   | Нагорода                            | Результат | Ref.    |
| ---- | ---------------------------- | ----------------------------------- | --------- | ------- |
| 1992 | Cher Fitness: A New Attitude | Премія Гомера за здоров'я та фітнес | Перемога  | [ 243 ] |

## White Party Palm Springs Awards
Премія White Party Palm Springs Awards вручається на Білій вечірці у Палм-Спрінгс персонам за їх унікальні та різноманітні досягнення, спрямовані на просування рівності в суспільстві та допомогу ЛГБТ-спільноті. Шер була удостоєна честі один раз.
| Рік  | Номіновано | Нагорода         | Результат | Ref.    |
| ---- | ---------- | ---------------- | --------- | ------- |
| 2014 | Шер        | Нагорода «Ікона» | Перемога  | [ 244 ] |

## Women's Image Awards
З 1993 року жіноча благодійна організація Women's Image Network (WIN) вручає премію артистам й іншим персонам, які створюють багатовимірні жіночі образи у медіа. Шер виграла одного разу.
| Рік  | Номіновано          | Нагорода                          | Результат | Ref.    |
| ---- | ------------------- | --------------------------------- | --------- | ------- |
| 2013 | Dear Mom, Love Cher | Найкраще телешоу, створене жінкою | Перемога  | [ 245 ] |

## Women in Film Crystal + Lucy Awards
Премію Women in Film Crystal + Lucy Awards, вперше представлену у 1977 році організацією «Жінки в кіно», присуджують жінкам, які працюють у сфері комунікацій та засобів масової інформації. Шер виграла одного разу. 
| Рік  | Номіновано | Нагорода   | Результат | Ref.    |
| ---- | ---------- | ---------- | --------- | ------- |
| 2000 | Шер        | Lucy Award | Перемога  | [ 247 ] |

## Women's World Awards
Спонсорована організацією World Awards, очолюваною колишнім президентом Радянського Союзу Михайлом Горбачовим, нагорода Women's World Awards була призначена для жінок, які вплинули на світ своєю роботою в таких сферах, як суспільство чи політика. Шер була вшанована один раз.
| Рік  | Номіновано | Нагорода         | Результат | Ref.    |
| ---- | ---------- | ---------------- | --------- | ------- |
| 2004 | Шер        | World Arts Award | Перемога  | [ 248 ] |

## World Music Awards
Міжнародна премія World Music Awards, заснована 1989 року, щорічно вручається виконавцям звукозапису на основі даних щодо продажів в усьому світі, наданих Міжнародною федерацією фонографічної індустрії (IFPI). Шер отримала шість номінацій у конкурсних категоріях і здобула почесну Нагороду «Легенда» 1999 року.
| Рік  | Номіновано          | Нагорода                                                  | Результат | Ref.    |
| ---- | ------------------- | --------------------------------------------------------- | --------- | ------- |
| 1999 | Шер                 | Нагорода «Легенда» за видатний внесок у музичну індустрію | Перемога  | [ 250 ] |
| 2014 | Шер                 | Світова найкраща артистка                                 | Номінація | [ 251 ] |
| 2014 | Шер                 | Світове найкраще живе виконання                           | Номінація | [ 251 ] |
| 2014 | Шер                 | Світовий найкращий артист року                            | Номінація | [ 251 ] |
| 2014 | Closer to the Truth | Світовий найкращий альбом                                 | Номінація | [ 251 ] |
| 2014 | Woman's World       | Світова найкраща пісня                                    | Номінація | [ 251 ] |
| 2014 | Woman's World       | Світове найкраще відео                                    | Номінація | [ 251 ] |

## World Soundtrack Awards
Премія World Soundtrack Awards — це церемонія, спрямована на організацію та контроль освітніх, культурних та професійних аспектів кіномузики, включаючи збереження історії саундтреку та його популяризацію у всьому світі. Шер отримала одну номінацію.
| Рік  | Номіновано                      | Нагорода                   | Результат | Ref.    |
| ---- | ------------------------------- | -------------------------- | --------- | ------- |
| 2010 | You Haven't Seen the Last of Me | Найкраща оригінальна пісня | Номінація | [ 252 ] |

## WLS Radio Hit Parade Awards
Лауреати щорічної премії Hit Parade Awards обиралися слухачами радіо Чикаго WLS. Шер виграла двічі.
| Рік  | Номіновано   | Нагорода       | Результат | Ref.    |
| ---- | ------------ | -------------- | --------- | ------- |
| 1968 | Шер          | Найкраща жінка | Перемога  | [ 253 ] |
| 1968 | Sonny & Cher | Найкращий дует | Перемога  | [ 253 ] |

## XM Nation Music Awards
XM Nation Music Awards — щорічний захід, організований XM Satellite Radio, провідною американською службою супутникового радіо. Шер виграла одного разу.
| Рік  | Номіновано | Нагорода                                               | Результат | Ref.    |
| ---- | ---------- | ------------------------------------------------------ | --------- | ------- |
| 2005 | Шер        | Звидше за все матиме ще одну наогроду за «Фільний» тур | Перемога  | [ 254 ] |

## Your Choice For The Film Awards
Премію Your Choice For The Film Awards присуджують найкращим фільмам за результатами національного опитування кіноглядачів, протягом якого визначають улюблені публікою фільми та актори року. Шер виграла одного разу.
| Рік  | Номіновано | Нагорода         | Результат | Ref.    |
| ---- | ---------- | ---------------- | --------- | ------- |
| 1986 | Маска      | Найкраща акторка | Перемога  | [ 255 ] |

## Інші визнання, кар'єрні досягнення й інше

### Журнал «Billboard»
| Рік  | Артист/твір      | Досягнення | Результат | Ref.    |
| ---- | ---------------- | --- | --------- | ------- |
| 1998 | Шер              | «Найпопулярніші виконавиці хітів №1» | #9        | [ 256 ] |
| 1998 | Шер              | «Найпопулярніші виконавиці Топ-40 хітів»                                                                                                | #5        | [ 256 ] |
| 1998 | Шер              | «Виконавиці найпопулярніших хітів» | #5        | [ 256 ] |
| 1999 | Шер              | «Найстарша виконавиця, яка очолила чарт Hot 100, у віці 52 роки, 297 днів»                                                              | #1        | [ 257 ] |
| 1999 | Шер              | «Рекорд найбільшої дистанції між появою хітів №1 у чарті Billboard Hot 100 Singles за 25 років»                                         | #1        | [ 257 ] |
| 1999 | Шер              | «Рекорд найбільшої кількості хітів №1 у чарті Billboard Hot 100 Singles, протягом 34 років»                                             | #1        | [ 257 ] |
| 2009 | Шер              | «Найкращі гастролери десятиліття» | #16       | [ 258 ] |
| 2011 | Шер              | «Рекорд із синглів №1 за шість десятиліть поспіль»                                                                                      | #1        | [ 1 ]   |
| 2011 | Шер              | «50 найкращих вікових сучасних артистів усіх часів»                                                                                     | #42       | [ 259 ] |
| 2013 | Шер              | «Артистка з найтривалішим періодом перебування у п'ятірці найкращих альбомів чату Billboard Top 200 Albums Chart за більш ніж 48 років» | #2        | [ 260 ] |
| 2014 | Шер              | «Рекорд з наявності 20 найкращих синглів за п'ять десятиліть поспіль у чарті Billboard Adult Contemporary»                              | #1        | [ 261 ] |
| 2014 | Шер              | «Топ-25 найкращих живих виконавців» | #23       | [ 262 ] |
| 2015 | «Believe»        | «25 найвизначніших поп-хуків усіх часів»                                                                                                | #17       | [ 263 ] |
| 2016 | «I Got You Babe» | «Топ-40 найвизначніших дуетів всіх часів»                                                                                               | #35       | [ 264 ] |
| 2017 | Шер              | «Хот-100 найкращих артистів всіх часів»                                                                                                 | #43       | [ 265 ] |
| 2017 | Шер              | «Найвизначніші з найкращих артистів танцювально-клубної музики всіх часів»                                                              | #23       | [ 266 ] |
| 2017 | Шер              | «Хот-100 найвизначніших жінок-артисток всіх часів»                                                                                      | #18       | [ 266 ] |
| 2017 | «Half Breed»     | «Хот-100 найвизначніших жіночих пісень всіх часів»                                                                                      | #99       | [ 266 ] |
| 2018 | Шер              | «The 100 Best Acting Performances by Musicians in Movies»                                                                               | #1        | [ 267 ] |
| 2019 | Шер              | «Найвизначніші артисти всіх часів» | #109      | [ 268 ] |
| 2019 | Шер              | «Найкращі гастролери десятиліття» | #44       | [ 269 ] |

### Журнал «People»
| Рік  | Артист/твір | Досягнення                             | Результат | Ref.    |
| ---- | ----------- | -------------------------------------- | --------- | ------- |
| 1975 | Шер         | «25 найінтригуючих людей року»         | #9        | [ 270 ] |
| 1987 | Шер         | «25 найінтригуючих людей року»         | #10       | [ 271 ] |
| 1990 | Шер         | «Чемпіони з обкладинки журналу People» | #11       | [ 272 ] |

### Журнал «Rolling Stone»
| Рік  | Артист/твір      | Досягнення                                   | Результат | Ref.    |
| ---- | ---------------- | -------------------------------------------- | --------- | ------- |
| 2004 | Шер              | «50 найбагатших рокерів»                     | #10       | [ 2 ]   |
| 2011 | «I Got You Babe» | «500 найкращих пісень всіх років»            | #444      | [ 257 ] |
| 2012 | Шер              | «Найпам'ятніші національні гімни Суперкубка» | #7        | [ 273 ] |
| 2012 | «I Got You Babe» | «10 найкращих дуетів усіх часів»             | #9        | [ 272 ] |
| 2015 | Sonny & Cher     | «20 найкращих дуетів усіх часів»             | #18       | [ 257 ] |

### VH1
| Рік  | Артист/твір                                                                      | Досягнення                                   | Результат | Ref.    |
| ---- | -------------------------------------------------------------------------------- | -------------------------------------------- | --------- | ------- |
| 1999 | Шер                                                                              | «100 найкращих жінок рок-н-ролу»             | #43       | [ 274 ] |
| 2000 | «Believe»                                                                        | «100 найкращих танцювальних пісень»          | #60       |         |
| 2001 | «If I Could Turn Back Time»                                                      | «100 найкращих відео»                        | #49       |         |
| 2001 | Возз'єднання Сонні та Шер у «Пізній ночі з Девідом Леттерманом»                  | «100 найкращих відеомоментів в історії року» | #41       | [ 275 ] |
| 2001 | Представлення Сонні та Шер своєї доньки Честіті на «Годині комедії Сонні та Шер» | «100 найкращих відеомоментів в історії року» | #100      | [ 275 ] |
| 2002 | Шер                                                                              | «100 найсексуальніших артисток усіх часів»   | #26       |         |
| 2002 | Шер                                                                              | «25 найкращих камео рок-зірок»               | #2        | [ 276 ] |
| 2003 | Шер                                                                              | «200 найкращих ікон поп-культури»            | #41       | [ 277 ] |
| 2003 | Шер                                                                              | «50 найкращих жінок ери відео»               | #17       | [ 278 ] |
| 2003 | Шер з Бівісом і Баттхедом                                                        | «50 найсмішніших моментів у музиці»          | #5        | [ 279 ] |
| 2012 | Шер                                                                              | «100 найкращих жінок у музиці»               | #31       | [ 280 ] |
| 2014 | Шер                                                                              | «15 найкращих ніг у музичному бізнесі»       | #12       | [ 281 ] |
| 2016 | «Believe»                                                                        | «100 найкращих пісень 90-х»                  | #74       |         |

### Інше
- Журнал «Греммі» заніс Шер до свого списку «10 подвійних погроз, що задають моду й підкорили музику та кіно»[282].
- MTV поставило Шер на 2-е місце у списку 40 найкращих музикантів, що стали акторами[283].
- Входить до списку «10 найкращих дів поп-музики всіх часів», опублікованим About.com[284].
- Посіла 3-е місце в рейтингу MetroNOW «50 найкращих Гей-ікон» за версією MetroSource[285].
- Сонні та Шер посіли 34-е місце у списку «50 найгарячіших пар рок-н-ролу всіх часів» журналу «Blender».
- Програма Браво «Чудові речі щодо того, щоб бути …» поставила Шер на перше місце як «найкраще, що є в тому, щоб бути геєм» у своєму зворотному відліку[286].
- У 2000 році Entertainment Weekly занесла Шер до свого списку «100 найвизначніших артистів»[287].
- У 2013 році Шер посіла 5-е місце в списку «Впливові співачки 1970-х» за версією HubPages.
- У 2017 році Шер була включена до престижного списку журналу «Fast Company» «Найкреативніші люди в бізнесі»[288].
- Займає 44-е місце у рейтингу «75 найвизначніших жінок усіх часів» журналу Esquire[289].
- Зайняла 67-е місце у списку «100 найгарячіших співачок усіх часів», складеному нью-йоркською медіа-платформою Complex[290].
- В опитуванні телеканалу A&E «Біографічний журнал» Шер посіла 3-е місце серед улюблених актрис всіх часів після двох своїх голлівудських кумирів, Кетрін Хепберн і Одрі Хепберн. .
- «Believe» була визнана восьмою улюбленою піснею у світі за результатами опитування, проведеного BBC[291].
- У березні 1975 року Шер з'явилася на обкладинці журналу «Time», ставши однією з небагатьох співачок, які зробили це[292].
- Американський інститут кіномистецтва поставив «Владу місяця» на 8-е місце у списку «10 найкращих романтичних комедій»[293].
- Американська медіа-компанія Mental Floss поставила «Believe» на 2-е місце у своєму списку «25 найсильніших пісень за останні 25 років»[294].
- У листопаді 1999 року журнал «The Advocate» назвав Шер однією з «25 найкрутіших жінок».
- У 2003 році Шер здобула спеціальну нагороду за 6 аншлагових шоу в Медісон Сквер Гарден, Нью-Йорк.
- У 1988 році Шер стала першою артисткою, яка здобула премію «Оскар» за акторську майстерність й того ж року отримала ще золоту сертифікацію RIAA за альбом «Cher»[295].
- У 2019 році Шер здобула спеціальну нагороду на O2 Arena у Лондоні, Велика Британія, на знак визнання її виступів у цьому місці[296].
- Шер — одна з п'яти акторок-співачок, чий сингл посів перше місце в чарті Billboard Hot 100 та здобув премію «Оскар» за акторську майстерність.
- Шер — одна з найкасовіших артисток усіх часів, із загальним доходом понад 650 мільйонів доларів.
- Шер продала більше 100 мільйонів платівок в усьому світі і визнана однією з виконавиць, у яких найкращі продажі усіх часів[297].

Примітки↑ 
- A ↑  Нагороди у певних категоріях не мають попередніх номінацій, журі оголошувало лише переможців. Для спрощення й уникнення помилок, вказується, що кожна нагорода цього списку була номінована раніше.